# Volksgarten (Wien)
Der Volksgarten ist eine 5 Hektar große öffentliche Parkanlage an der Ringstraße im 1. Wiener Gemeindebezirk, Innere Stadt. Er wurde 1823 eröffnet und ist der erste öffentliche Park Wiens.

## Geschichte

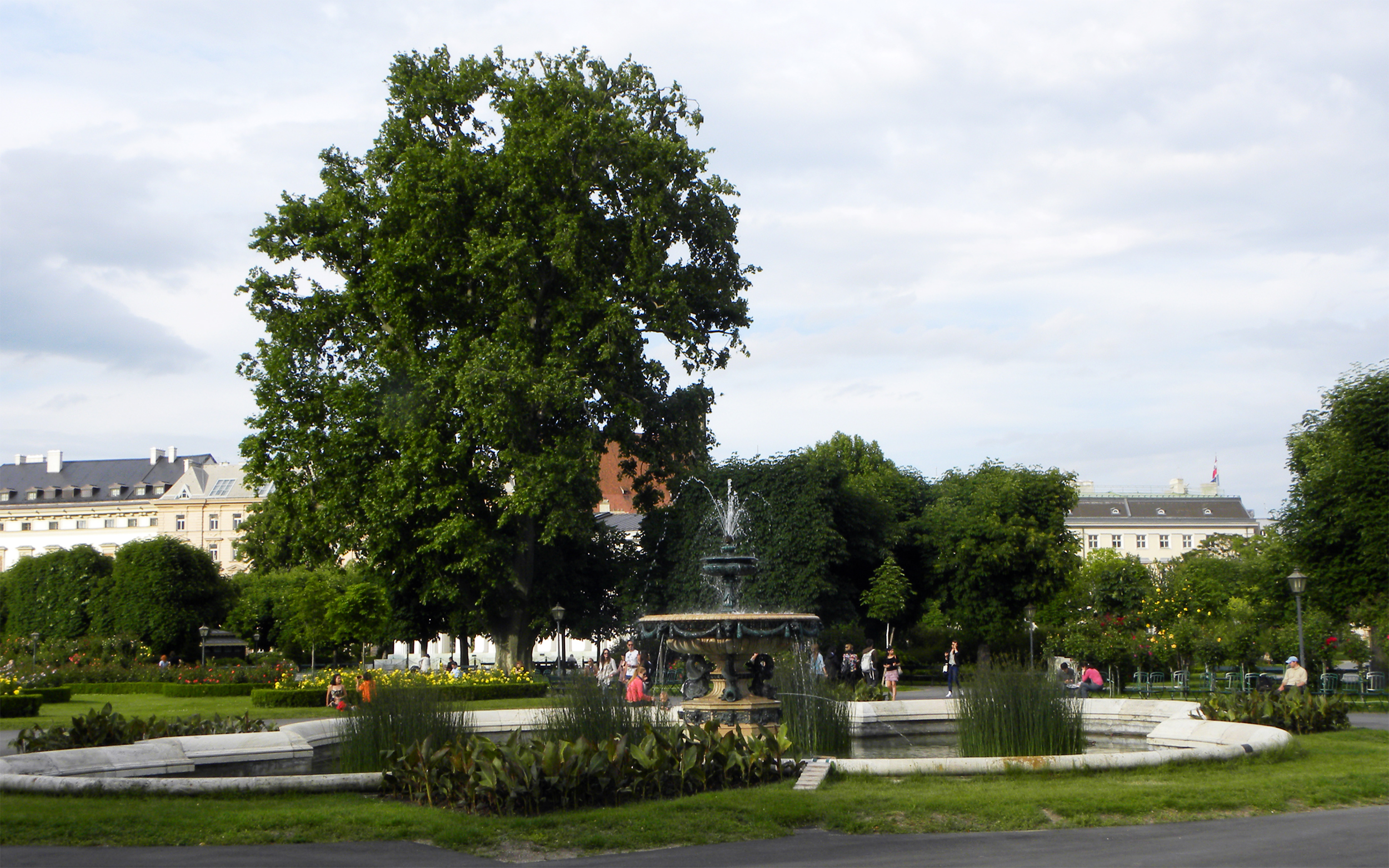
Zentralbereich des Volksgartens mit Brunnen und Morgenländischer Platane

Der erste Teil des Volksgartens rund um den Theseustempel wurde bereits 1823 eröffnet und jeweils 1863 und 1883 zur heutigen Dimension erweitert. Er liegt auf einem Areal, auf dem sich früher Teile der Befestigung der Hofburg sowie der Stadtbefestigung befanden. Von 1596 bis 1597 wurde auf der östlichen Seite des heutigen Parks eine Kurtine erbaut und von voraussichtlich 1639–1659 auf der südlichen Seite die Burgschanze – ein unter schwierigen Geländebedingungen errichtetes, freistehendes Bollwerk. Dieses wurde 1809 von der abrückenden französischen Besatzung gesprengt und erst 1817 größtenteils abgetragen. Durch den Bau der Hornwerkskurtine  in den Jahren 1817 bis 1821 an der Seite der heutigen Ringstraße, kam das Gebiet innerhalb der Stadt zu liegen. Ursprünglich als Privatgarten für die Erzherzöge geplant, entschied sich Kaiser Franz I, auf Vorschlag der damaligen Hofgartenverwaltung, den Park für die Öffentlichkeit zu öffnen.
Der Volksgarten wurde bei seiner Eröffnung am 1. Mai 1823 zum ersten frei zugänglichen Park in Hofbesitz.
Verantwortlich für das Konzept des Gartens war Ludwig von Remy, die gärtnerische Gestaltung erfolgte durch den Hofgärtner Franz Antoine den Älteren. Die streng geometrische Form der Wege erleichterte auch die Überwachung der Besucher.
In der Mitte der Anlage wurde von 1819 bis 1823 nach Entwürfen von Peter von Nobile der Theseustempel angelegt. Nach Schleifung einer Kurtine um 1860 wurde der Volksgarten von Franz Antoine dem Jüngeren im Zuge des Ringstraßenbaus im französischen Barockstil erweitert und 1864 mit einer Einfriedung von Moritz Löhr versehen. Der ursprüngliche Plan, entlang der Löwelstraße eine Häuserzeile zu errichten, wurde von Bürgermeister Cajetan Felder abgelehnt.
Als Teil der Hofburg gehörte der Volksgarten zum kaiserlichen Staatsbesitz und war 1823 – als erster Park Wiens – durch allerhöchsten Beschluss der Öffentlichkeit zugänglich gemacht worden und wurde vom Hofärar (der Gebäude- und Latifundienverwaltung der österreichischen Krone) betreut.
Inmitten der Anlage wurde eine Renaissance-Fontaine errichtet. Der entwerfende Künstler ist nicht mehr feststellbar. Steinmetzmeister Joseph Haslauer aus Salzburg wurde am 15. Juli 1865 verpflichtet, die Brunnenschale aus einem Stück rötlichen Untersberger Marmors herzustellen. Den Unterbau besorgte Meister Anton Wasserburger, die Bronzearbeiten fertigte Eduard Kitschelt.
1872 wurde die Kurtine beim ehemaligen Paradeisgartl abgetragen und das ursprüngliche Prunktor nach Schönbrunn versetzt. Von 1883 bis 1884 wurde der Volksgarten, wiederum von Franz Antoine dem Jüngeren, erweitert, diesmal auf der anderen Seite. Dieser Teil der Anlage wurde aber von 1903 bis 1907 von Friedrich Ohmann umgestaltet. In den Volksgarten mündet auch die Belüftungsanlage des Burgtheaters, mit dem ihn ein unterirdischer Gang verbindet.
Eigentlich hätte der Volksgarten dem Kaiserforum weichen sollen; hier wäre der Spiegelflügel der Neuen Hofburg gestanden. Dieser Bau wurde mit dem Ersten Weltkrieg und dem Zerfall Österreich-Ungarns hinfällig. Dadurch ist der Heldenplatz heute auf der einen Seite von monarchischer Prunkarchitektur gesäumt, auf der anderen von Symbolen des bürgerlich-republikanischen Österreichs, dem Volksgarten und dem Parlament.
Der Volksgarten ging – als Besitz des Hofärars – in das Eigentum der Republik Österreich über und gehört heute zu den sieben Bundesgärten, die dem Bundesministerium für Land- und Forstwirtschaft, Umwelt und Wasserwirtschaft unterstellt sind. Diese stehen seit 2000 ex lege unter Denkmalschutz (in Verfassungsrang), es wurden aber auch Teile der Anlage vom Bundesdenkmalamt speziell ausgewiesen.
Seit 2001 gehört der Volksgarten auch zur UNESCO-Welterbestätte Historisches Zentrum von Wien.

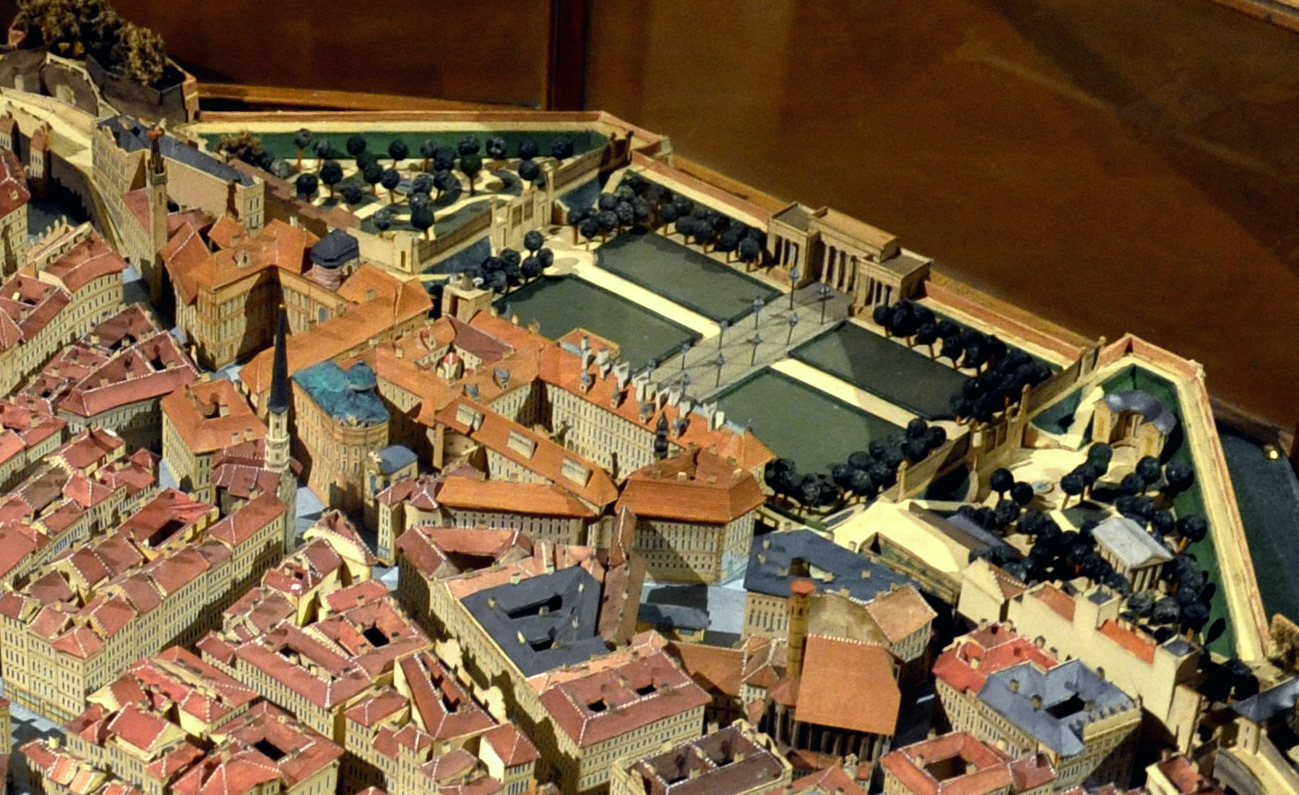
Die Erstfassung, rechts im Wiener Stadtmodell des Kunsthistorischen Museums (mittig der Äußere Burgplatz)
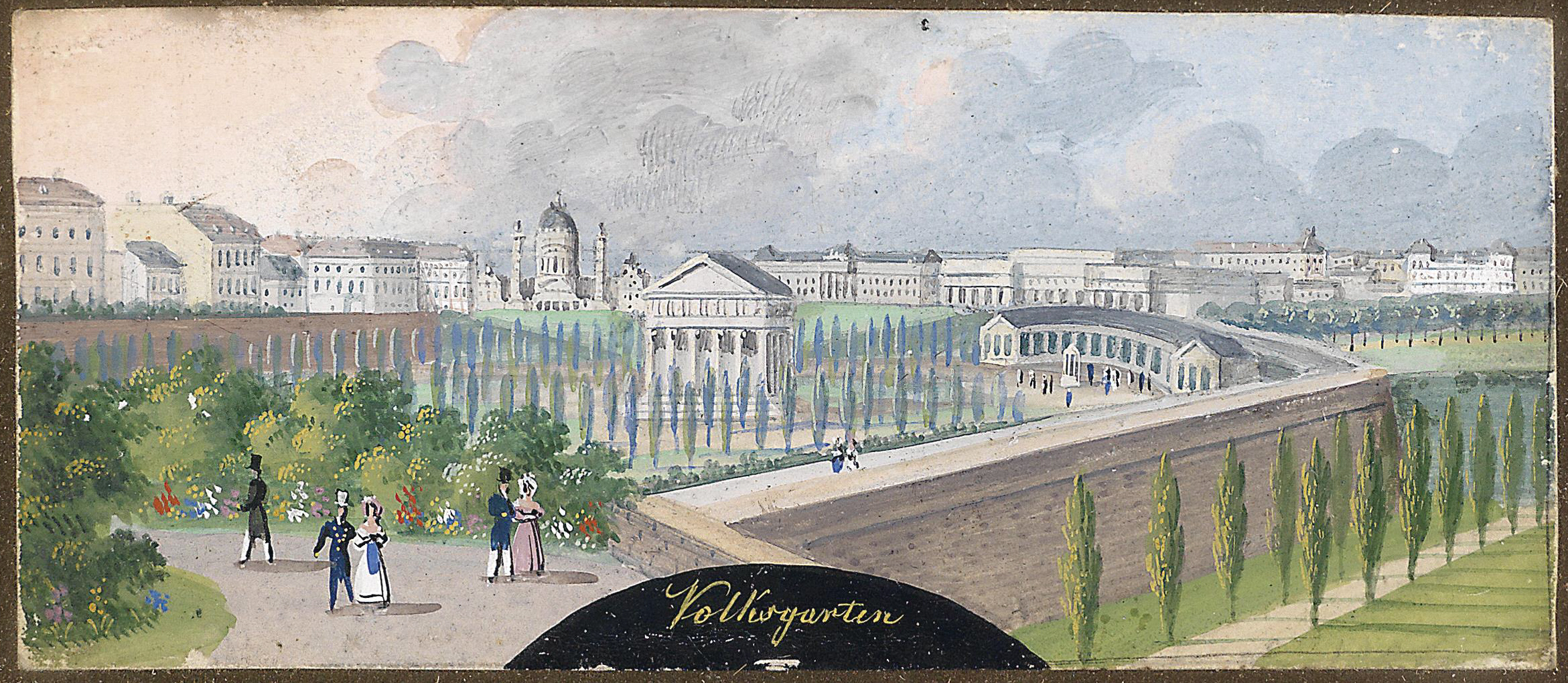
Wien, Karlskirche. Balthasar Wigand, 1846 (Volksgarten seinerzeit noch an der Stadtmauer)
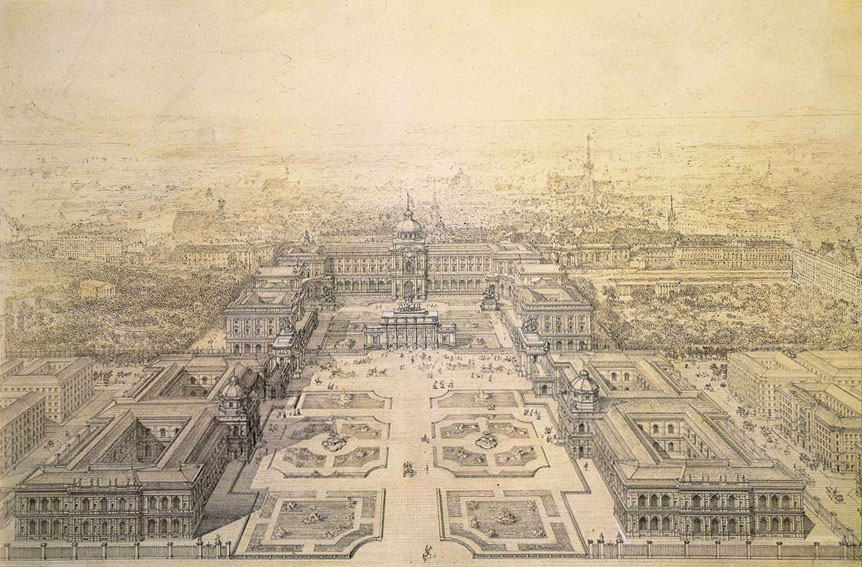
Entwurf des Kaiserforums von Semper, der Volksgarten links wäre auch so erhalten geblieben

## Gartenanlage

Französisch-barocker Rosengarten mit Volksgartenbrunnen und Morgenländischer Platane, das Burgtheater im Hintergrund.

### Gartenarchitektur
Der Volksgarten ist auf Seite der Hofburg in Form eines englischen Parks mit lockerem Baumbestand in Alleesetzung angelegt, an der Ringstraße befindet sich dagegen ein französisch-barocker, architektonisch strenger Plangarten.

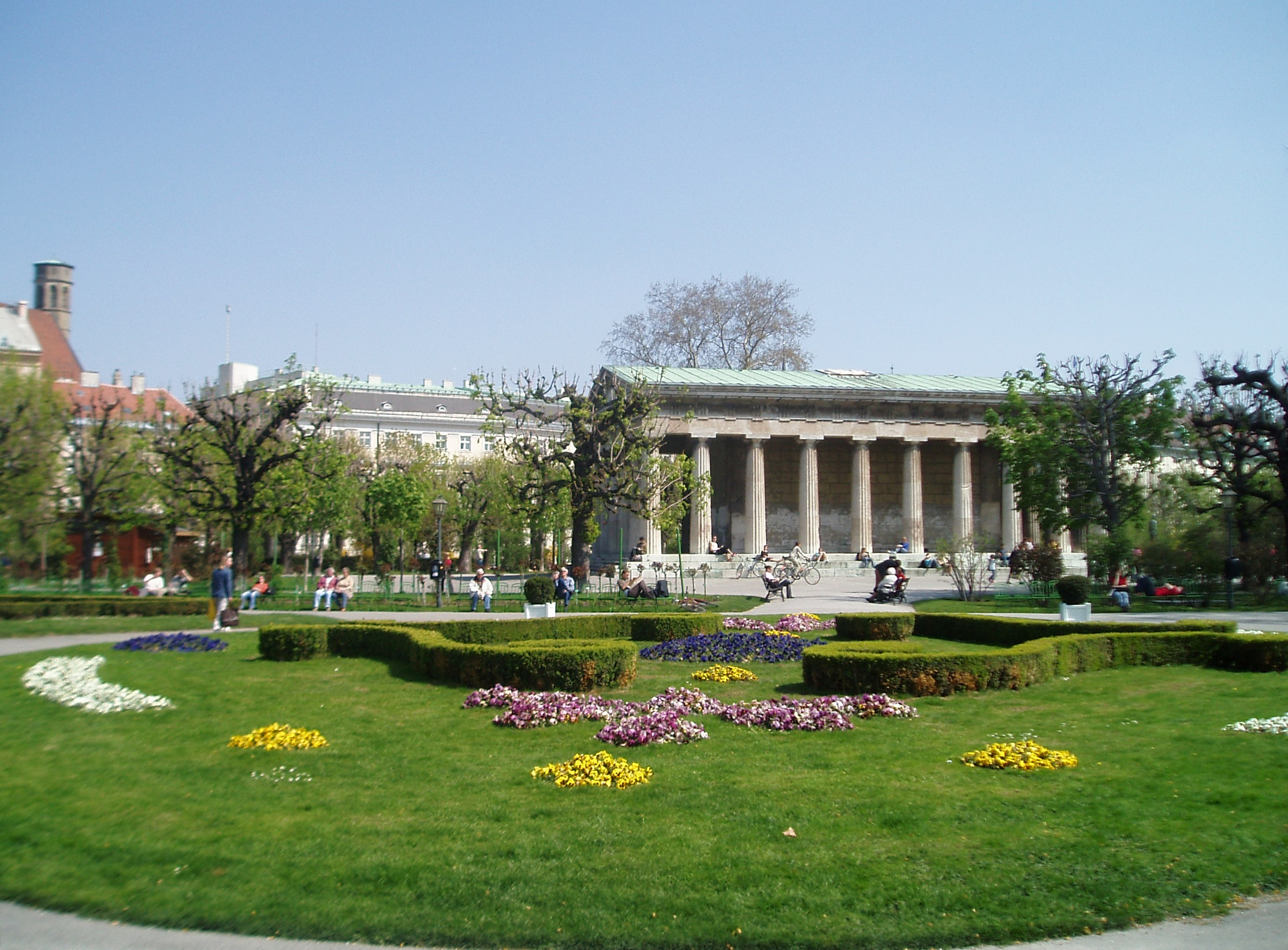
Englischer Garten und Theseustempel
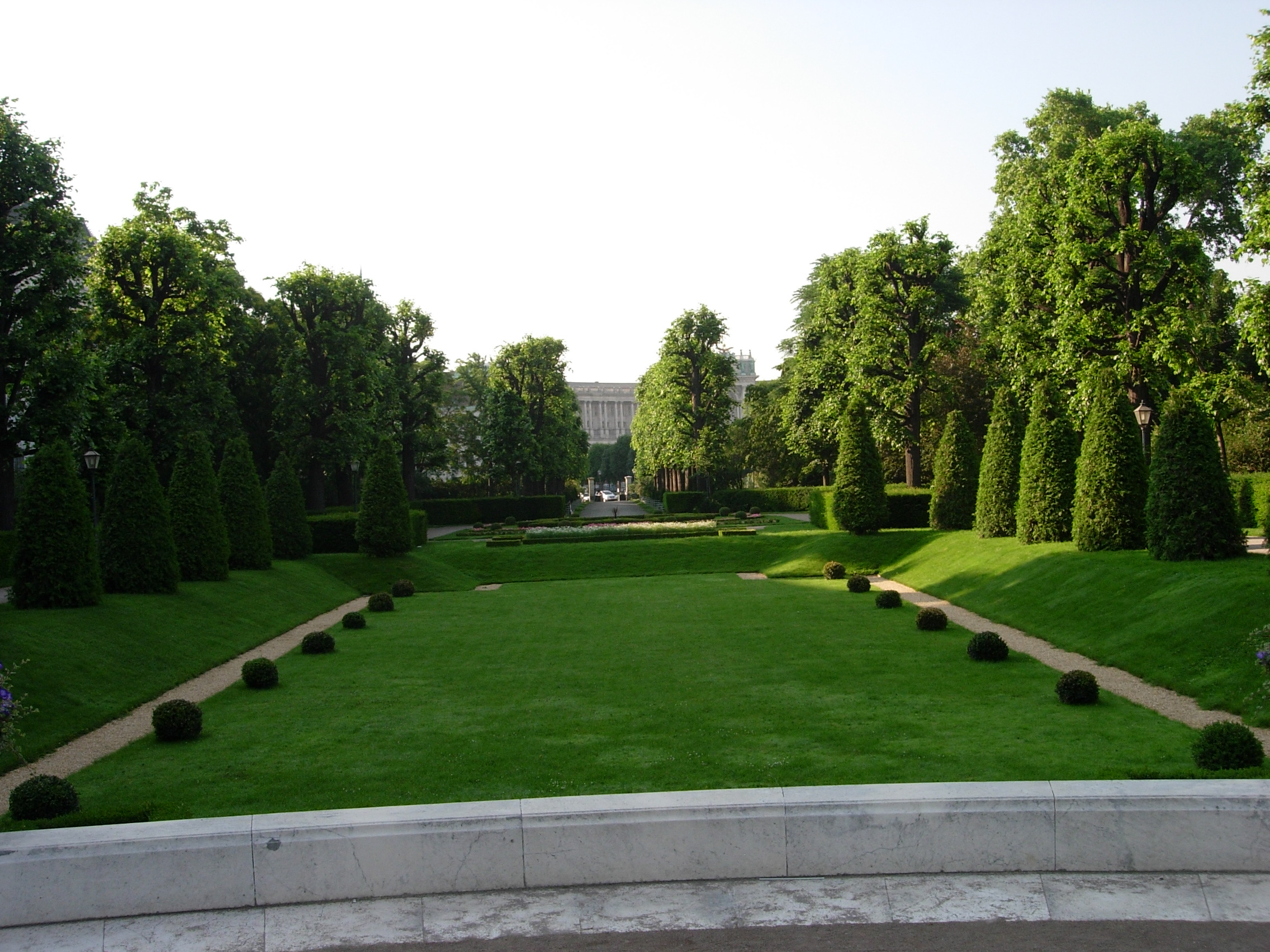
Anlagenteil vor dem Sisi-Denkmal
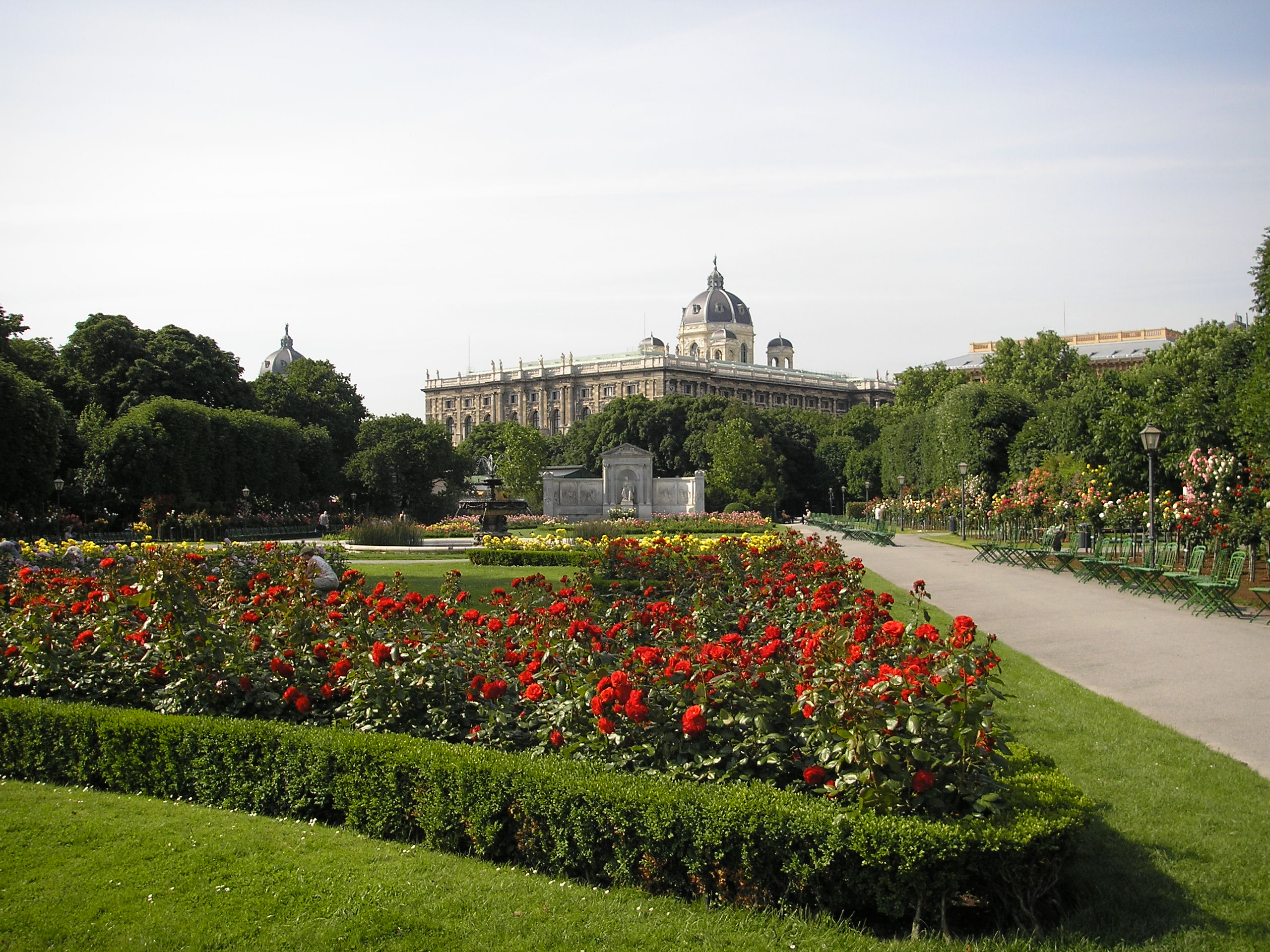
Französischer Garten auf der Ringstraßenseite
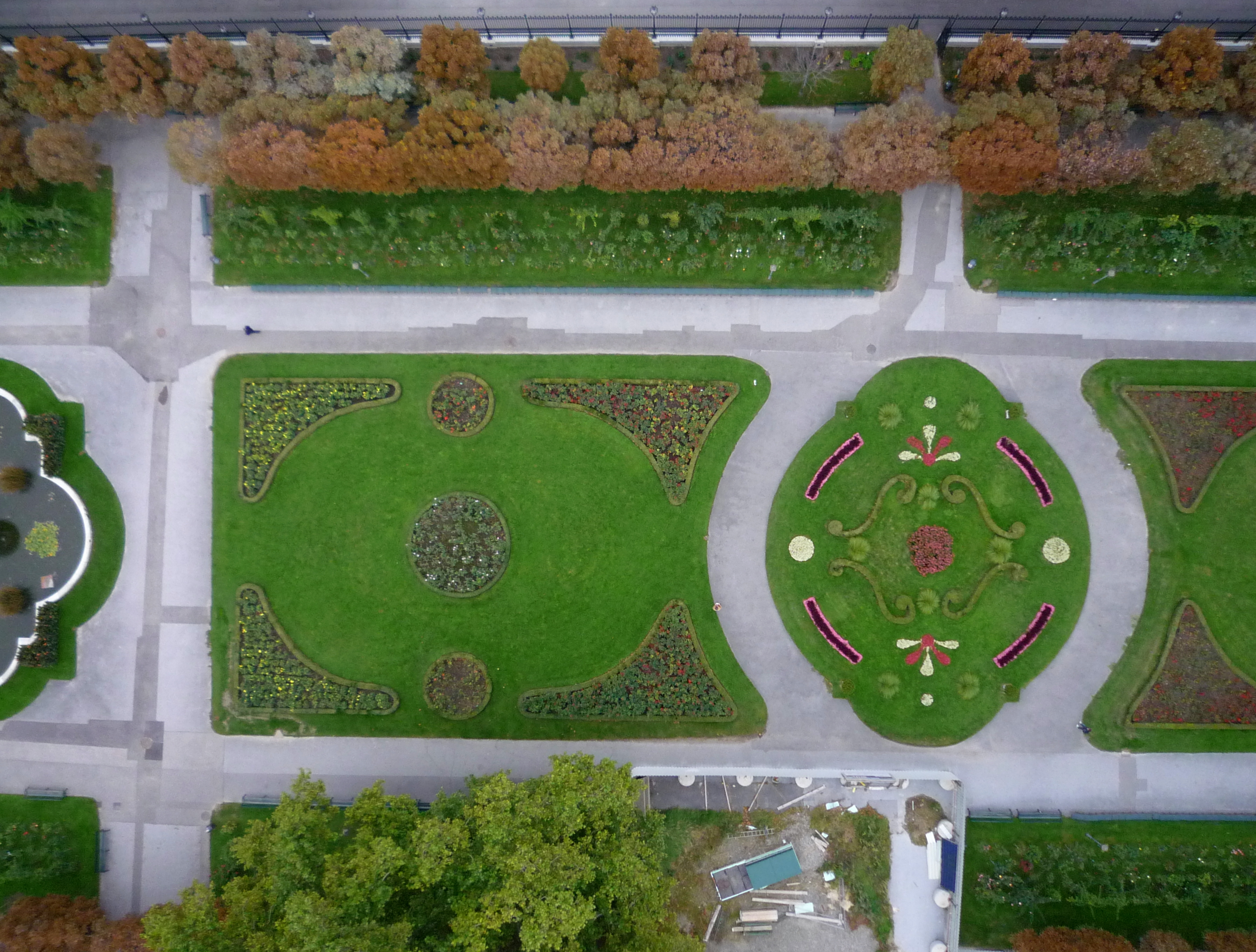
Detail des Barockgartens (Luftbild)

### Baumbestand
Der Baumbestand wird wie in jedem Nutzgarten regelmäßig nachgepflanzt.
Herausragend ist aber die Morgenländische Platane (Platanus orientalis) im Zentrum des Gartens. Sie hat eine Höhe und auch einen Kronendurchmesser von je 20 m und einen Brustumfang von 3,6 m. Dieser Baum ist einzeln als Naturdenkmal ausgewiesen (Nr. 376).

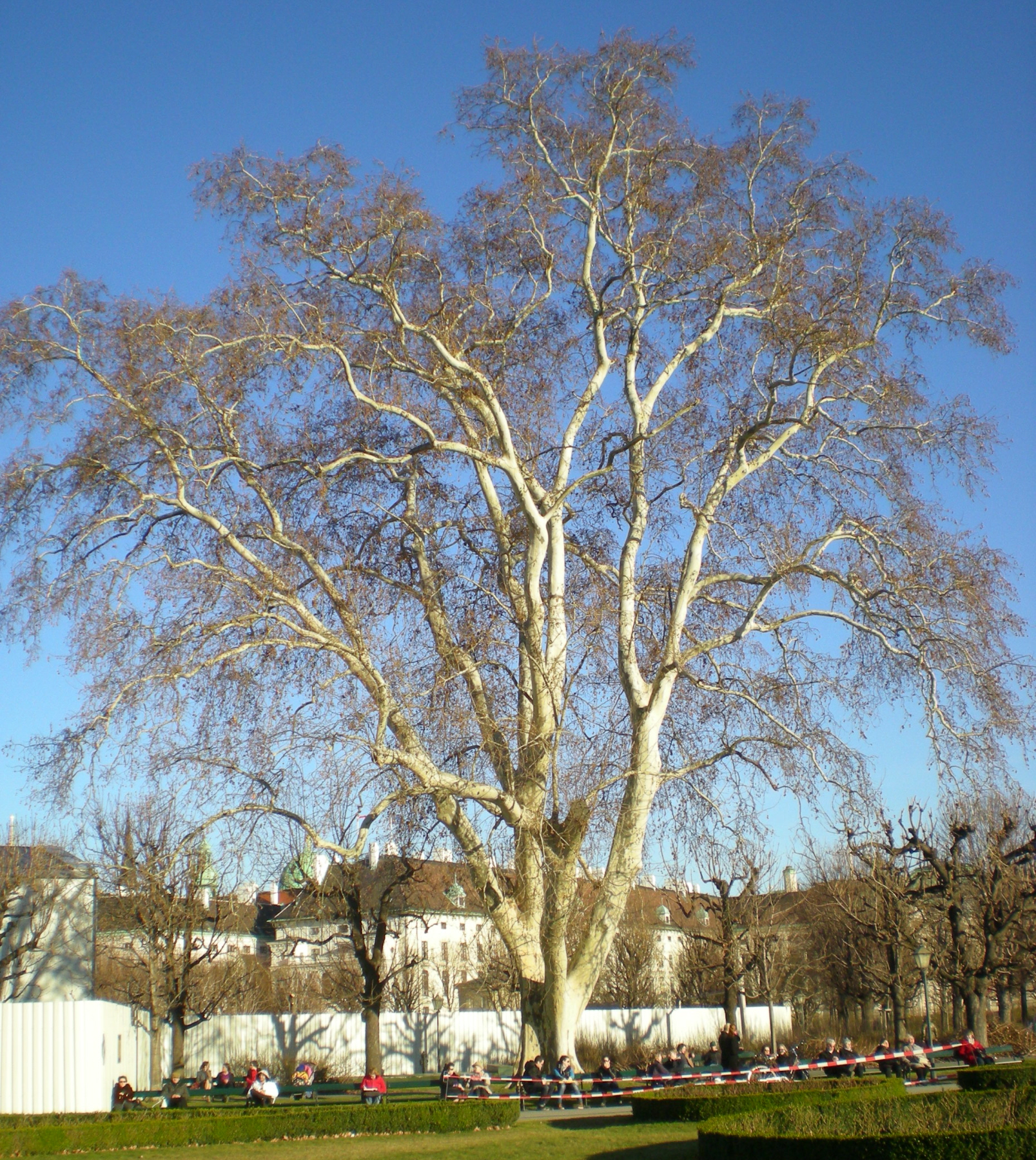
Winterliche Volksgartenplatane
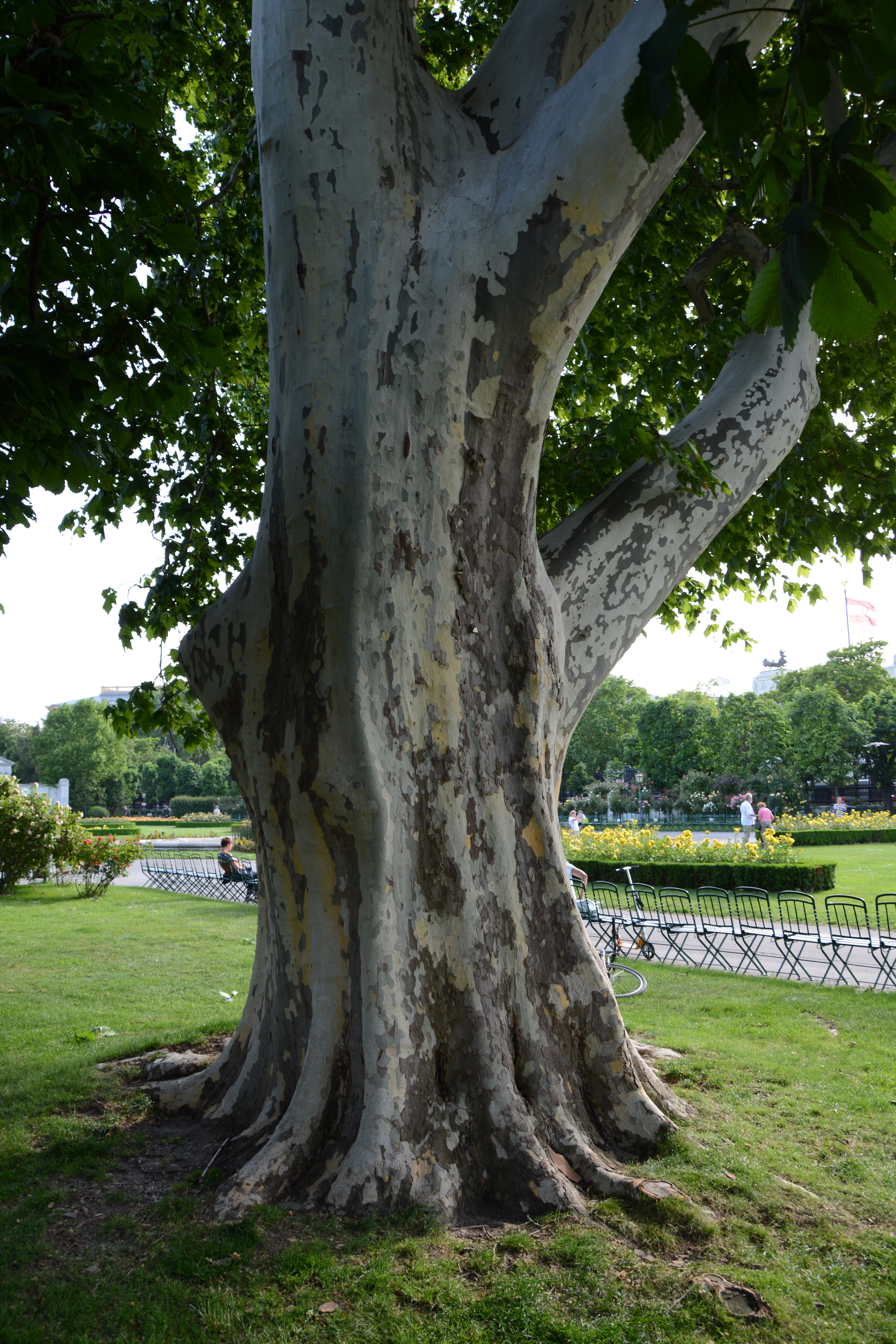
Stammdetail der Platane
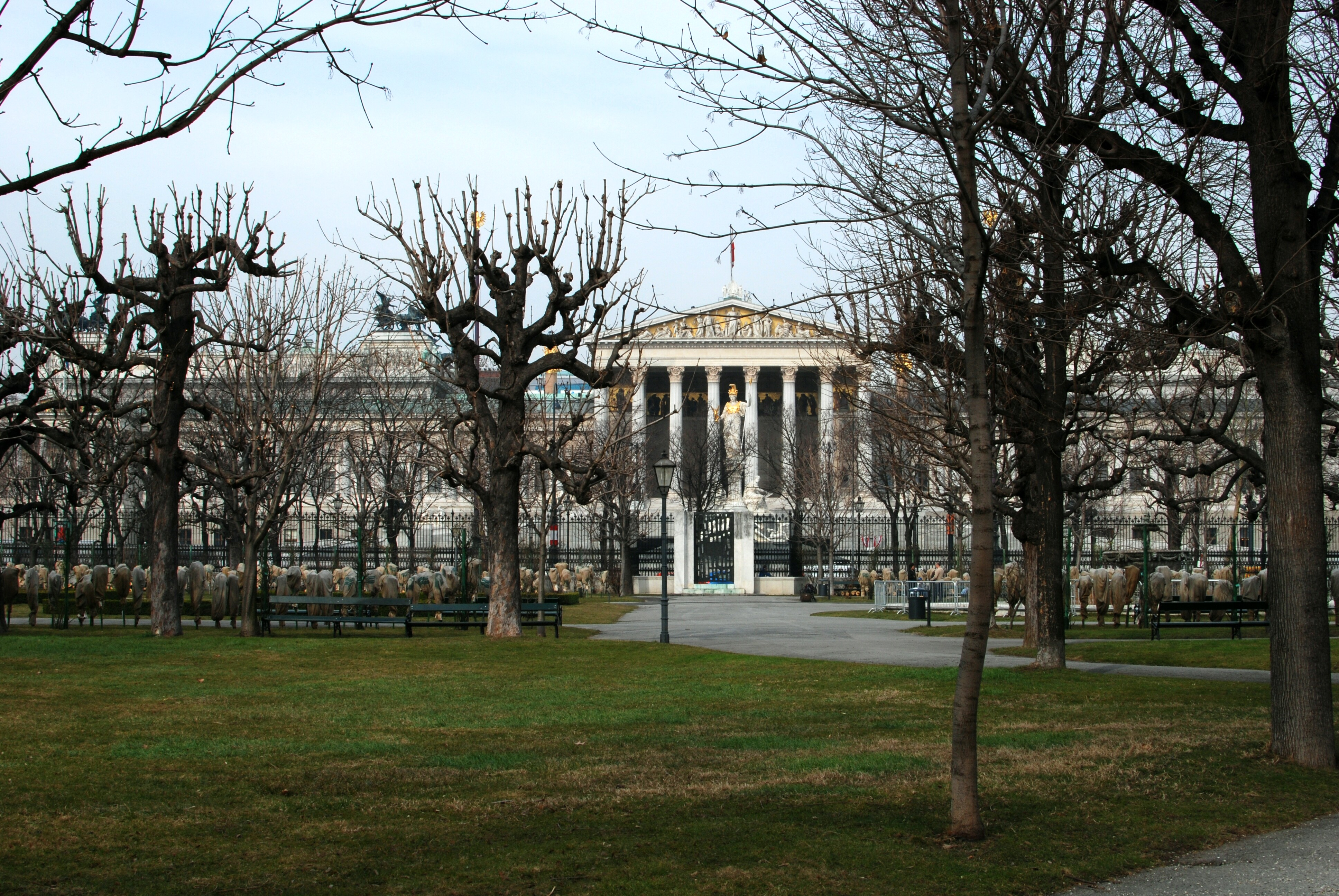
Ältere und jüngere Formschnittbäume, vor dem Parlament und Raab-Denkmal integriert in Umfriedung des Volksgarten

### Rosengarten und Blumenschmuck
Zwischen dem Eingang beim Burgtheater und dem Grillparzerdenkmal befindet sich ein Rosengarten mit über 3000 Rosensträuchern von mehr als 200 Rosensorten. In der Mitte des Rosengartens sind von Buchsbaumhecken umrahmte Rosenbeete angelegt, die den Großteil der Rosenpflanzen enthalten. Die meisten Rosensorten sind allerdings in der Umrandung des Gartens zu finden, die hinter einer Stuhlreihe von mehreren Reihen Hochstammrosen gefolgt von Schlingrosen gebildet wird. Die Rosensorten im Rosengarten sind großteils beschildert, die im Park verteilten Strauchrosen dagegen nicht.
Im Jahr 2000 wurde im Volksgarten ein rund 80-jähriger Rosenstrauch aus dem Garten des Geburtshauses von Karl Renner in Dolní Dunajovice durch die österreichisch-tschechische Gesellschaft zu dessen Gedenken gepflanzt und mit einer Gedenktafel versehen. Heute können auch Rosenpatenschaften übernommen werden.

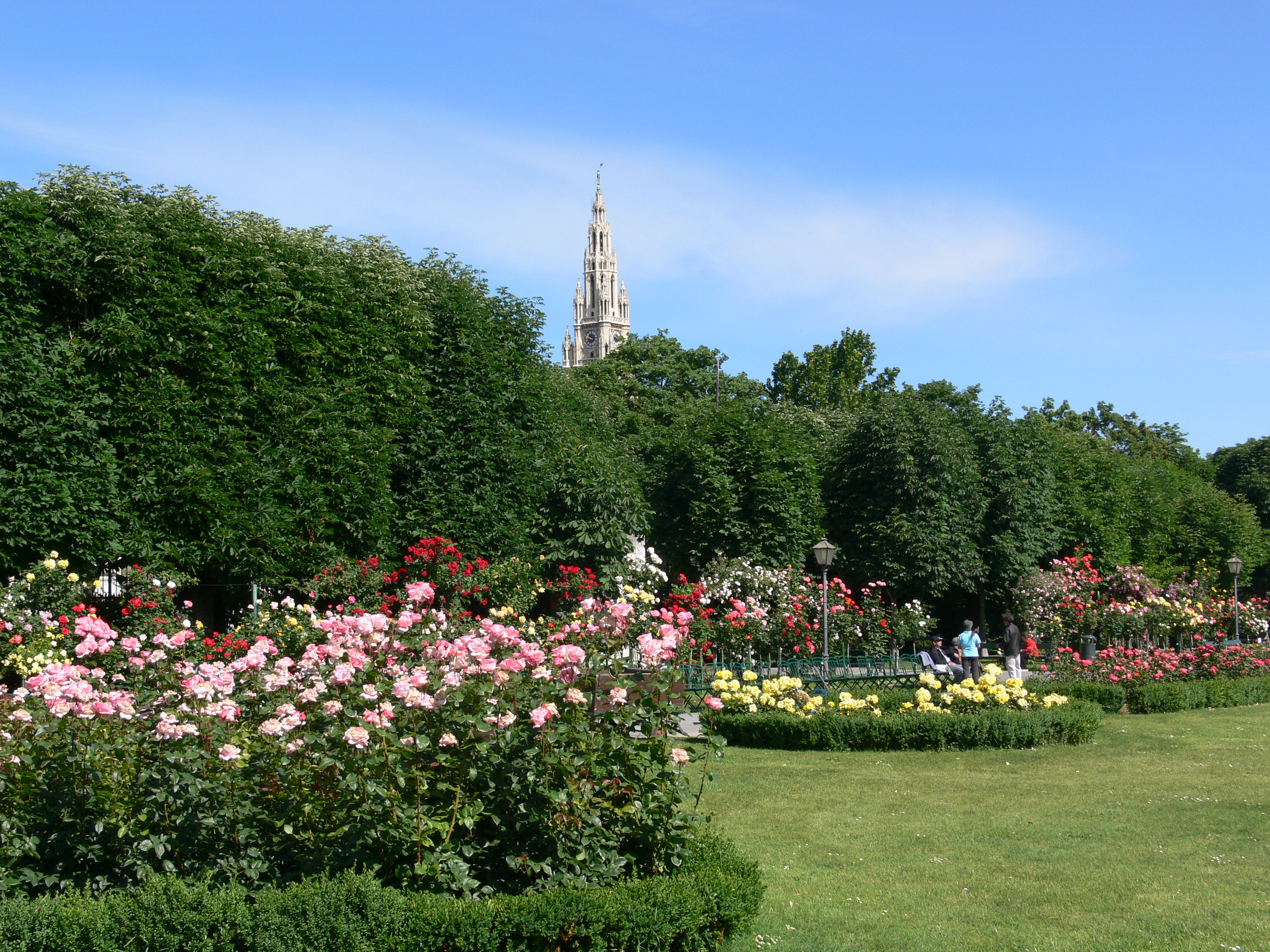
Rosenblüte in den Feldsetzungen
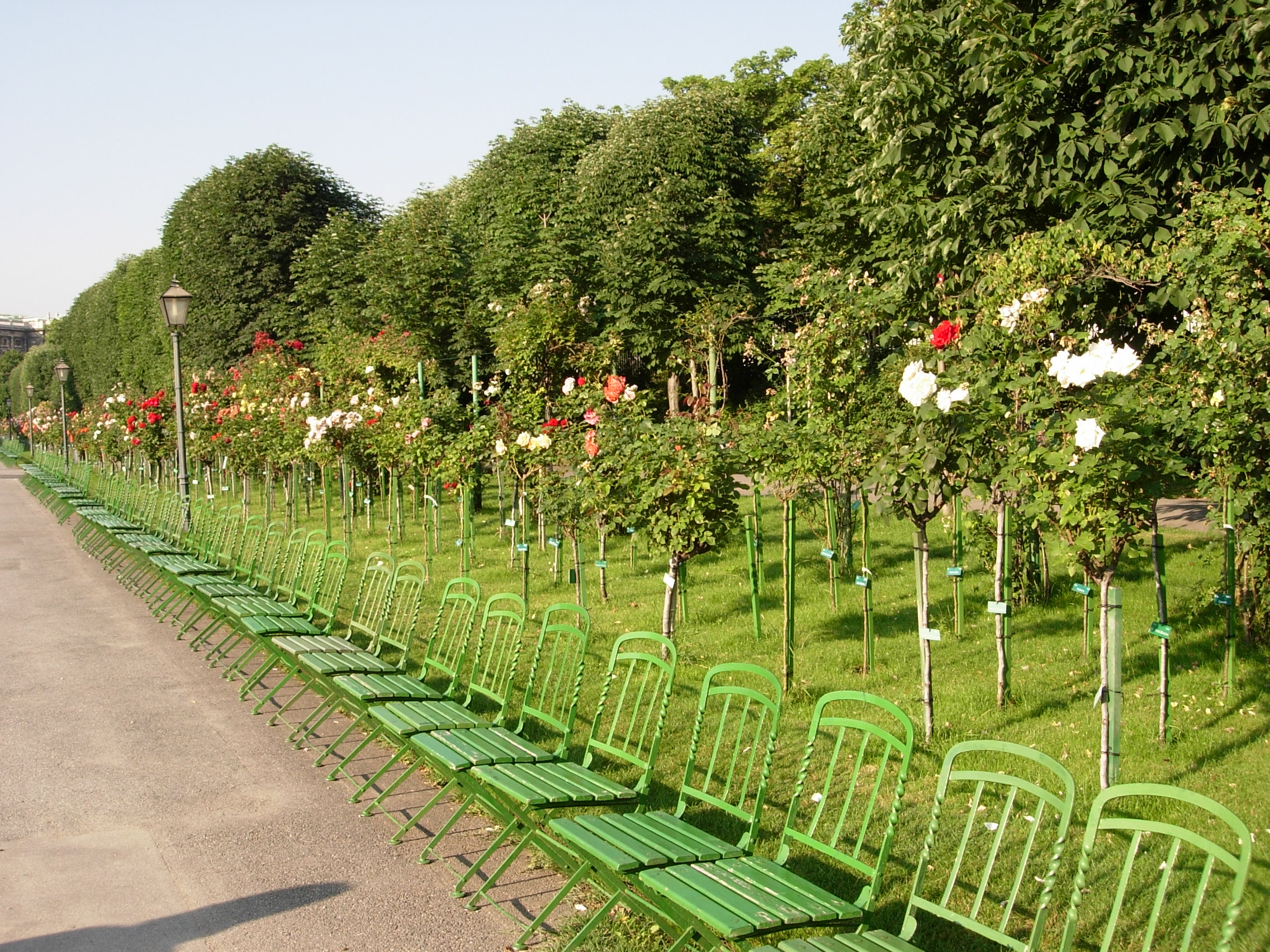
Der Hochstamm-Bestand an der Ringstraßenseite
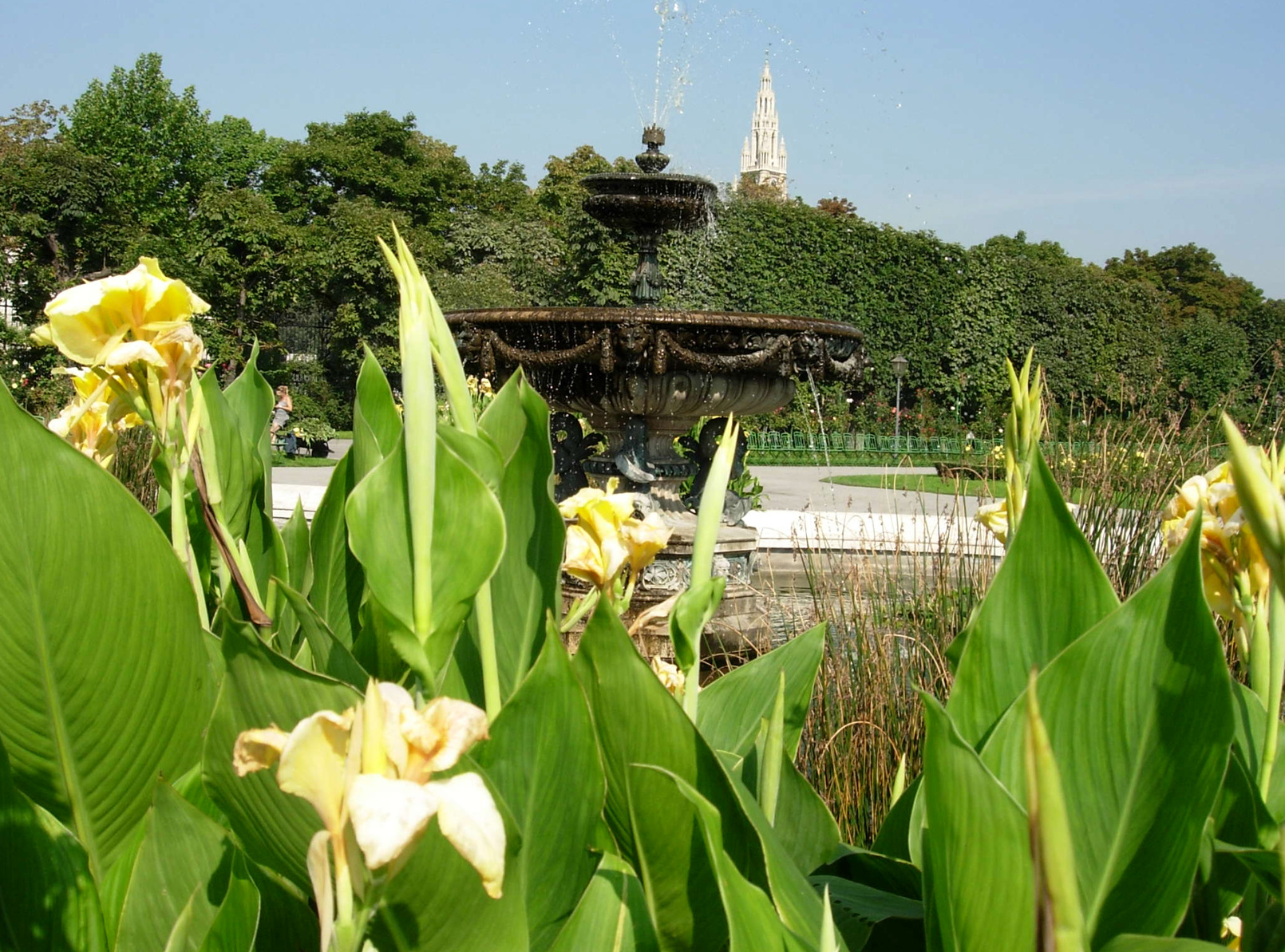
Biotopbewuchs des Volksgartenbrunnens
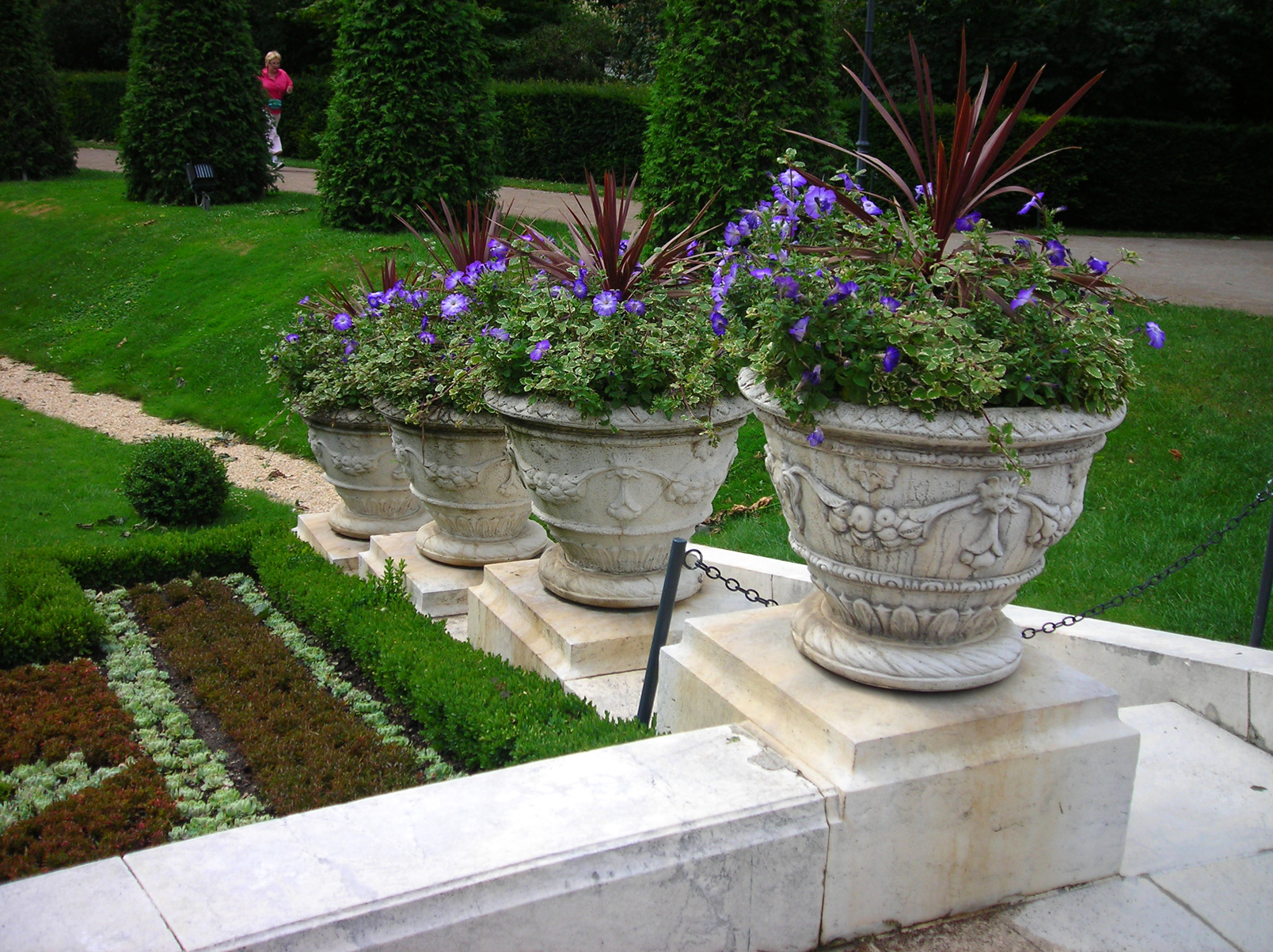
Vasen- und Beetdetail am Sisi-Denkmal
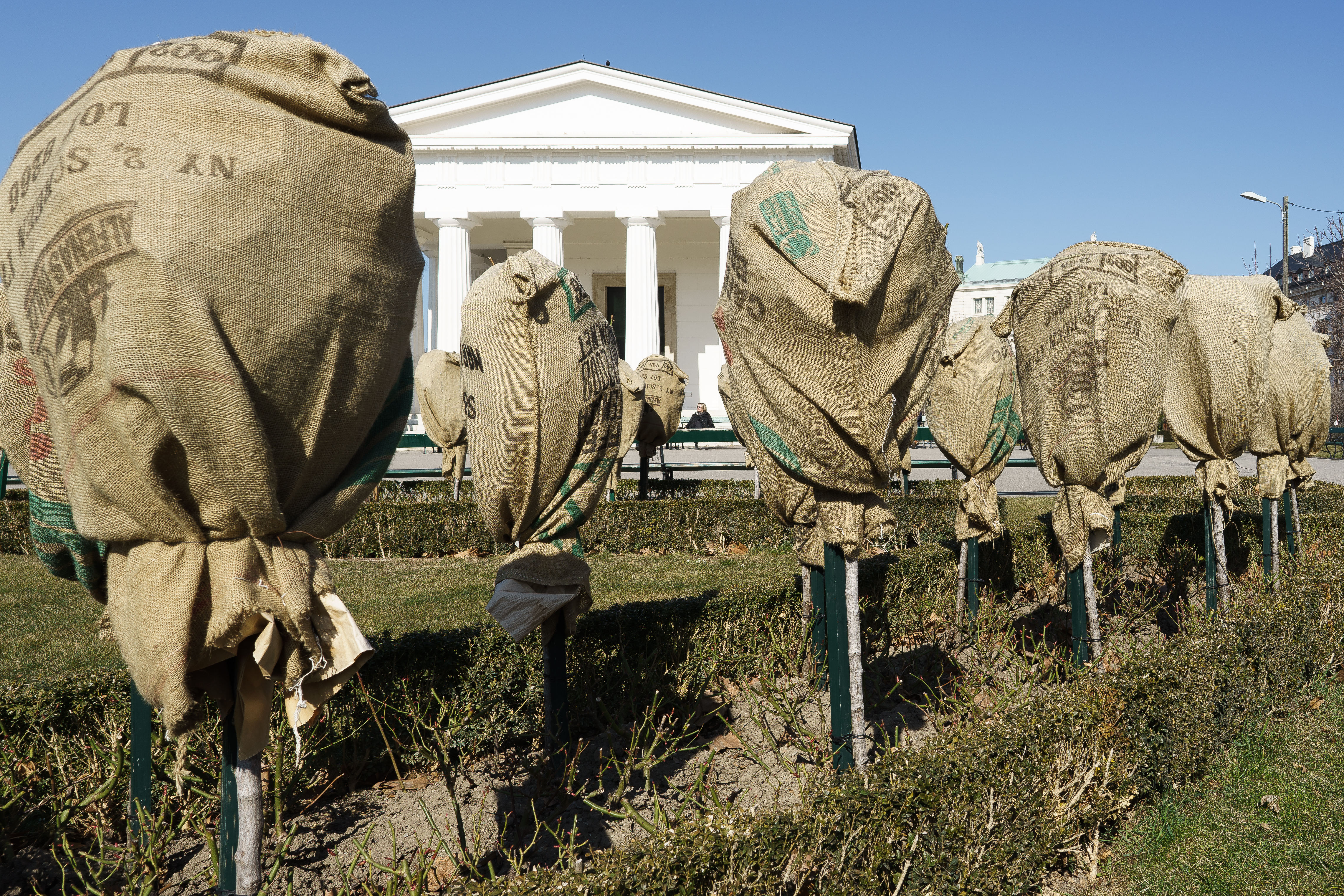
Rosen unter Winterschutz

## Baulichkeiten

### Gebäude
- Theseustempel: Der Theseustempel wurde von 1819 bis 1823 von Peter von Nobile erbaut. Diese verkleinerte Nachbildung des Athener Theseions diente der Aufbewahrung der von Antonio Canova geschaffenen Theseusskulptur. Canova wirkte auch am Bau des Tempels mit. Die Skulptur selbst wurde 1890 in das Kunsthistorische Museum überführt. Vor dem Tempel steht die 1920 von Josef Müllner geschaffene Statue Jugendlicher Athlet.
- Volksgarten Diskothek: Die Säulenhalle wurde von 1820 bis 1823 als Cortisches Kaffeehaus ebenfalls von Nobile erbaut. Johann Strauss (Vater) und Josef Lanner traten hier auf. Am 10. März 1867 dirigierte Johann Strauss (Sohn) hier die erste Aufführung des Donauwalzers in seiner heute überwiegend bekannten Instrumentalfassung. Der dazugehörige Wintergarten im Stil der Moderne stammt aus den 1950er Jahren.
- Öffentliche Bedürfnisanstalt: Die WC-Anlage wurde 1884 durch die Firma Wilhelm Beetz hinter dem Theseustempel erbaut und gehört zu den ältesten Anlagen dieser Art in Wien.[7]
- Café Meierei: Dieses Gebäude wurde 1890 ursprünglich als Wasserspeicher erbaut und 1924 in eine Milchtrinkhalle umgewandelt.
- Volksgarten Pavillon (früher: Milchpavillon): erbaut 1951 von Oswald Haerdtl. Heute ein Club und Restaurant.

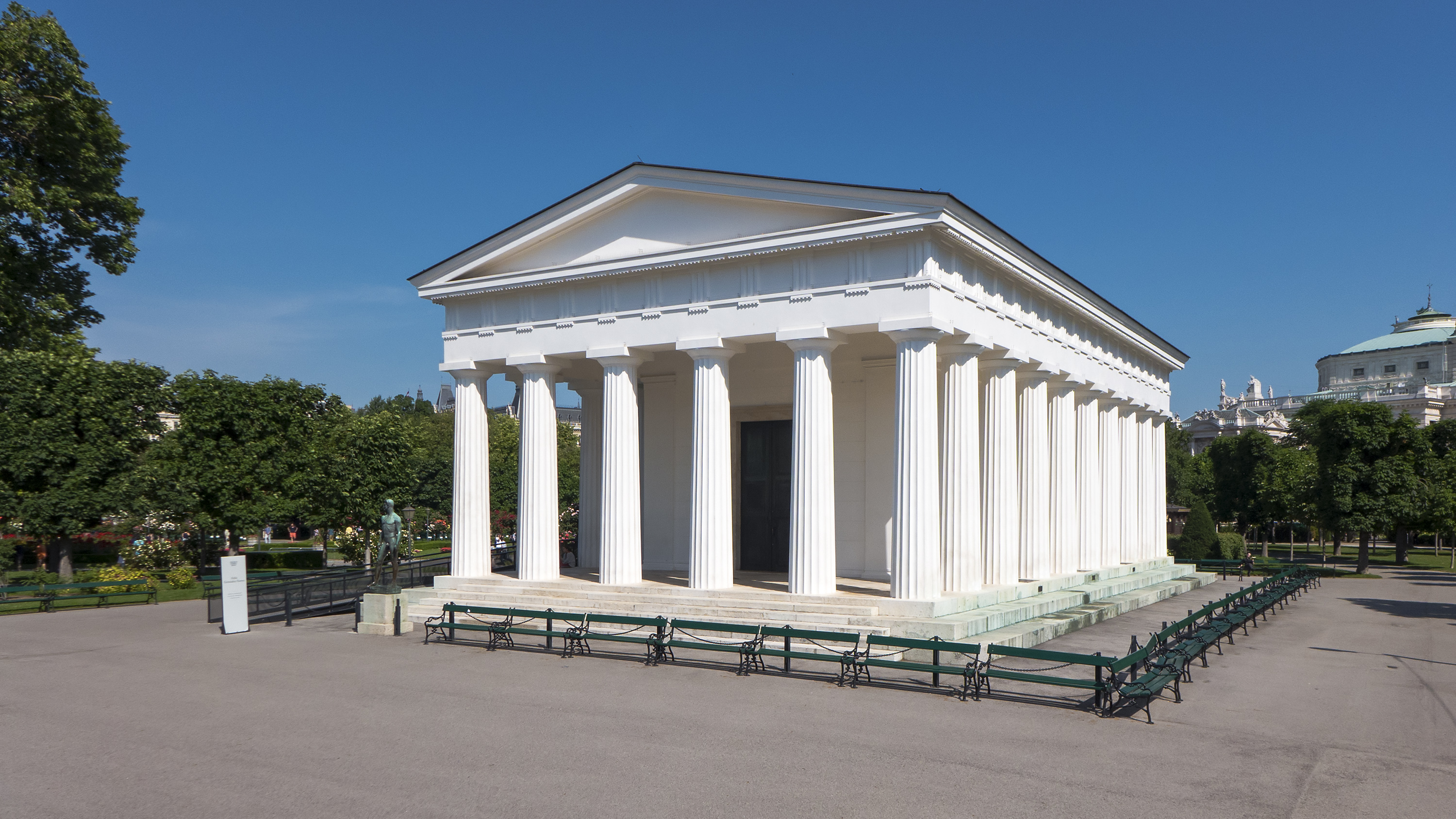
Theseustempel, 1823
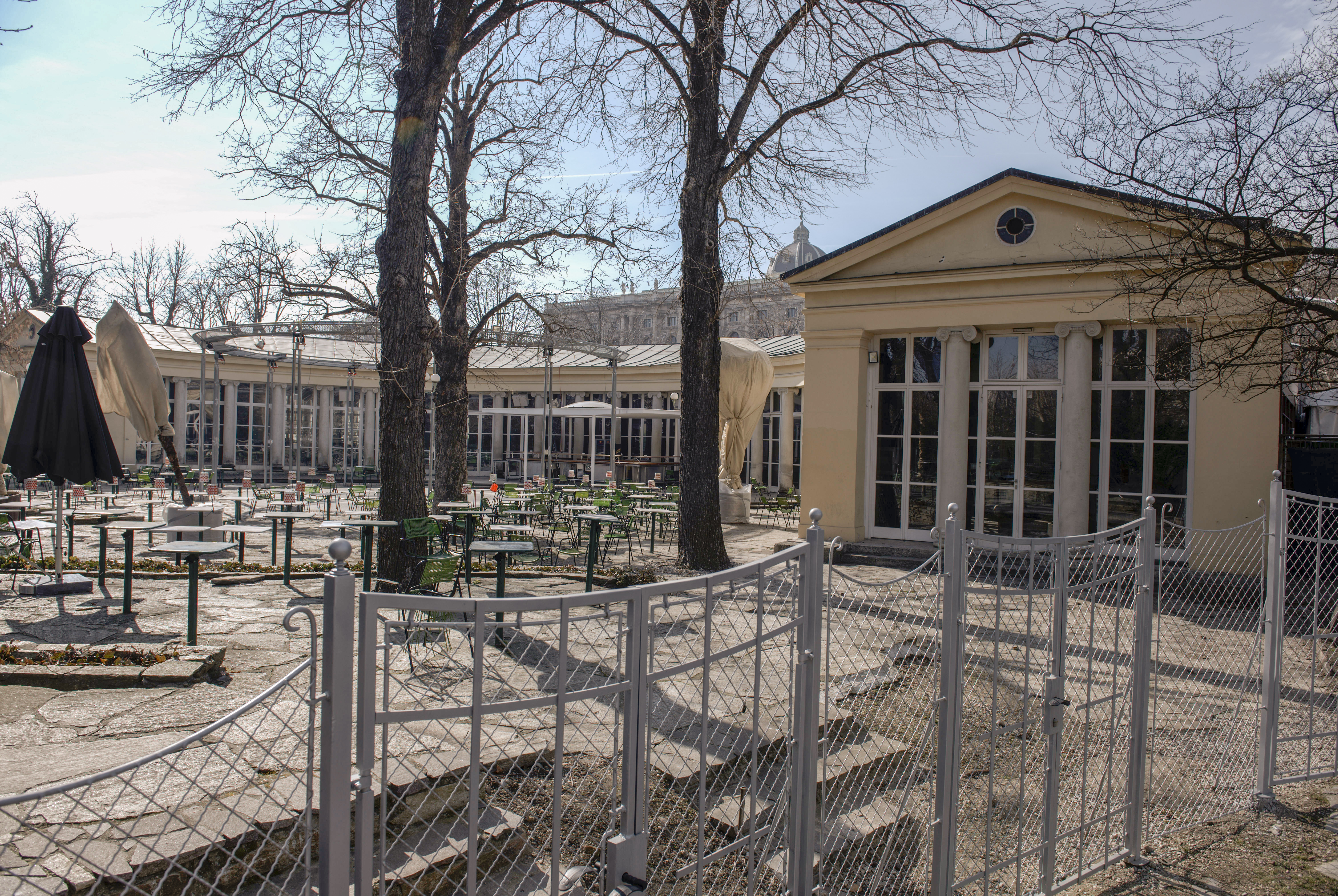
Säulenhalle der Volksgarten Diskothek, 1823
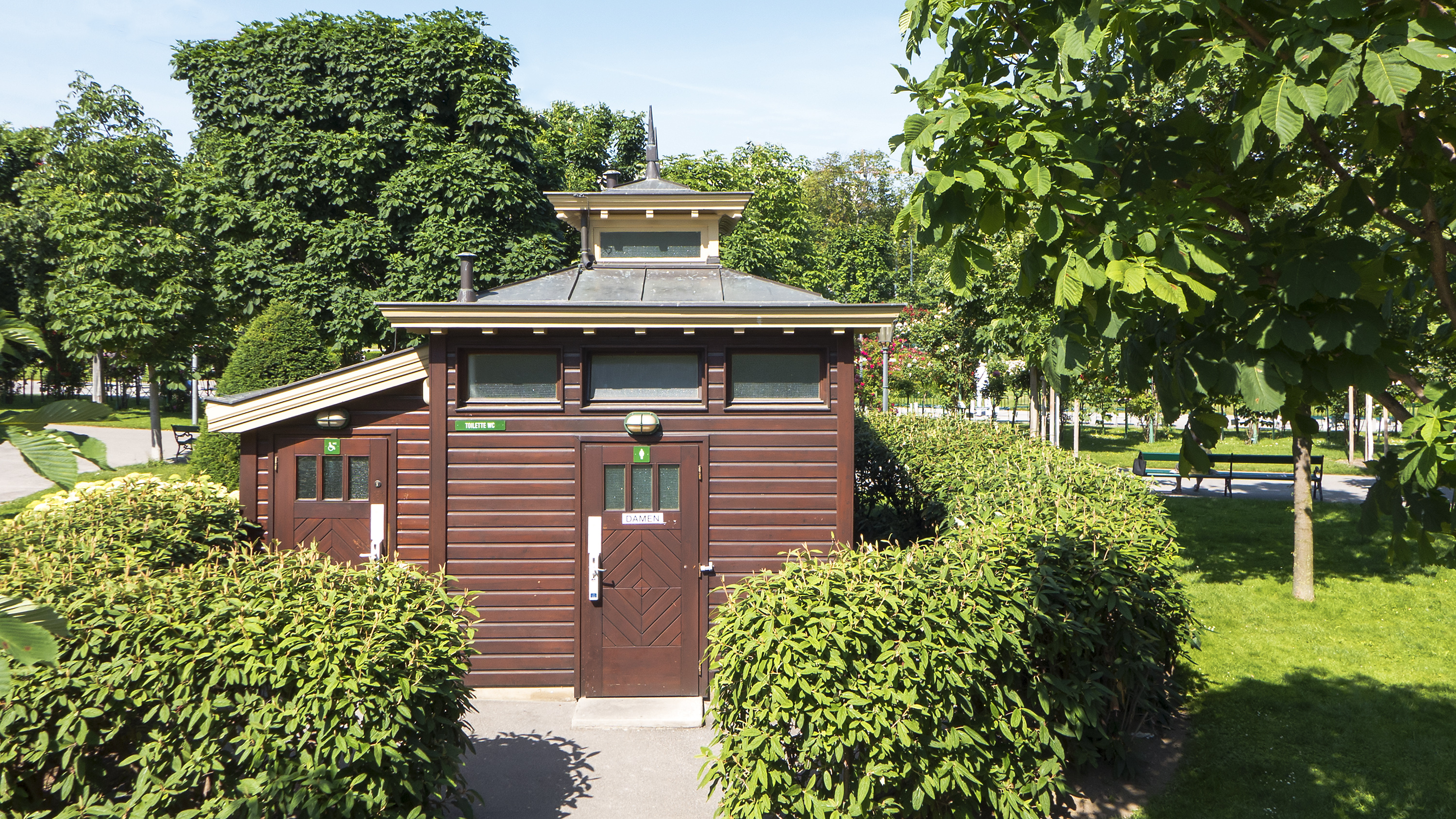
Bedürfnisanstalt, 1884
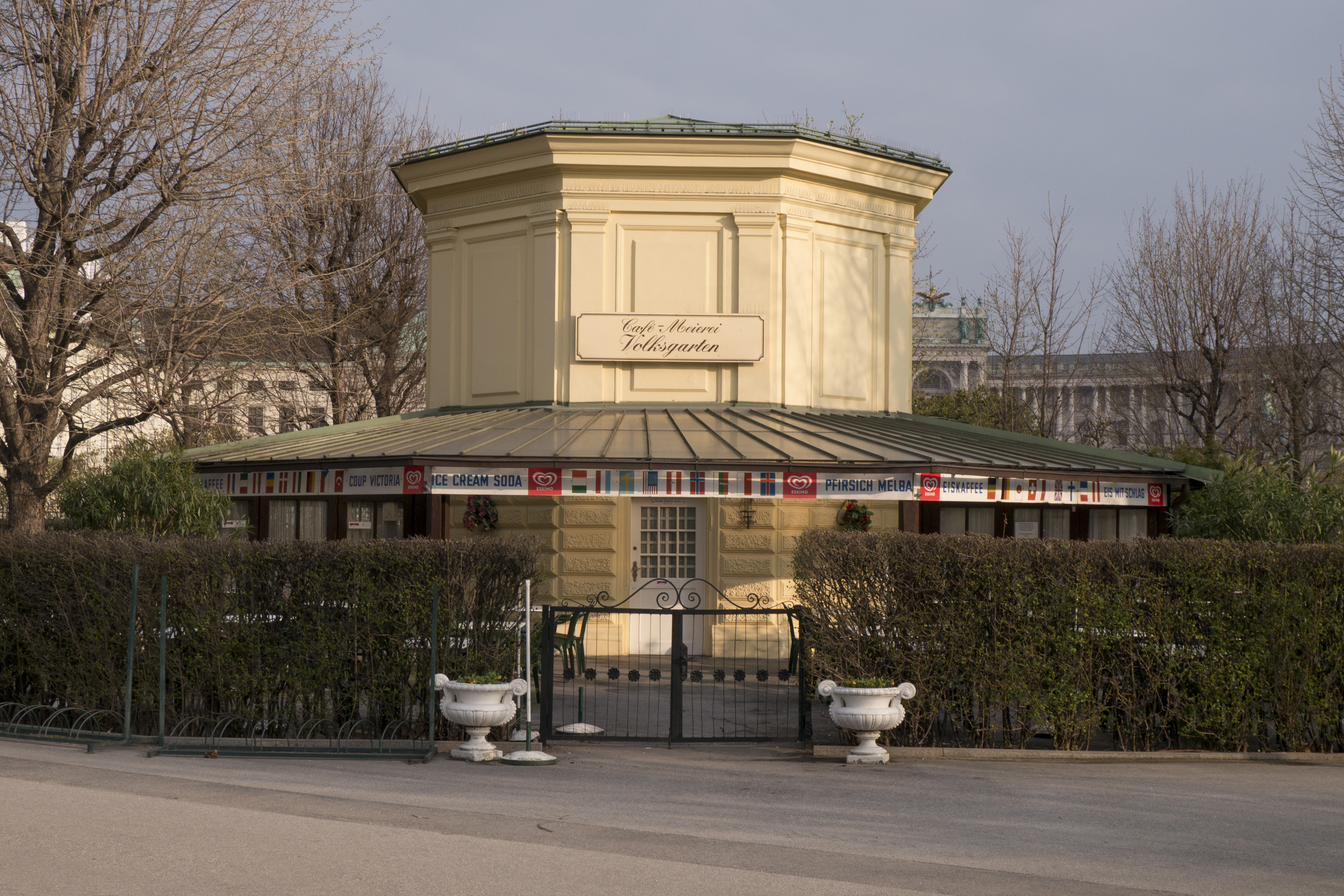
Meierei, 1890
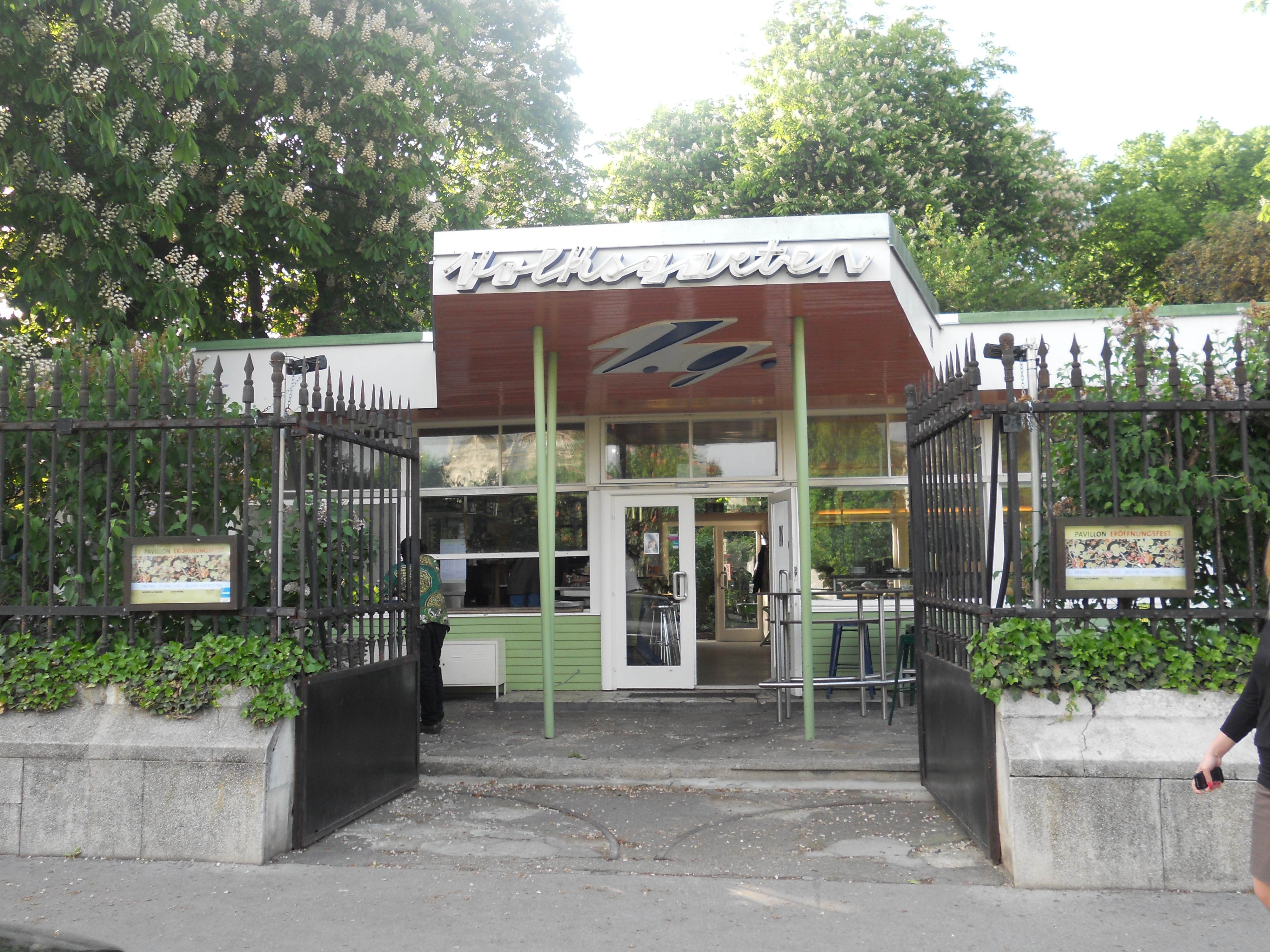
Volksgarten Pavillon heute

### Denkmäler
- Grillparzerdenkmal: Marmorplastik, errichtet 1889 von Carl Kundmann, dahinter Wand von Karl Freiherr von Hasenauer mit Reliefs von Rudolf Weyr, vorwiegend aus Laaser Marmor hergestellt, die Säulen aus Granit.
- Kaiserin Elisabeth-Denkmal: Marmordenkmal von Hans Bitterlich nach Entwürfen von Friedrich Ohmann.[8] 1907 in Anwesenheit von Kaiser Franz Joseph I. enthüllt. Die Figur der Kaiserin wurde aus einem 8000 kg schweren Block Laaser Marmors geschaffen und misst 2,50 m Höhe. Die vor einer halbrunden Wand aufgestellte Statue blickt auf einen von Bänken und Brunnen umgebenen Teich mit zwei Springbrunnen.[9]
- Jugendlicher Athlet: Bronzeskulptur von Josef Müllner (1921).
- Raab-Denkmal: 1967 von Toni Schneider-Manzell geschaffen. Die Architektur stammt von Clemens Holzmeister, konzipiert als altrömisches Friedenstor hin zum Parlament und eingefügt in die Volksgarten Umfriedung.[10]
- An der Ecke des Volksgartens zum Ballhausplatz wurde 2014 das Denkmal für die Verfolgten der NS-Militärjustiz errichtet, auf einer Fläche, die schon 1936 für ein Denkmal vorgesehen war (und neben der sich von 1930 bis 1937 ein Otto-Wagner-Denkmal befand) und daher außerhalb der Einfriedung des Parks verblieb.[11][12]

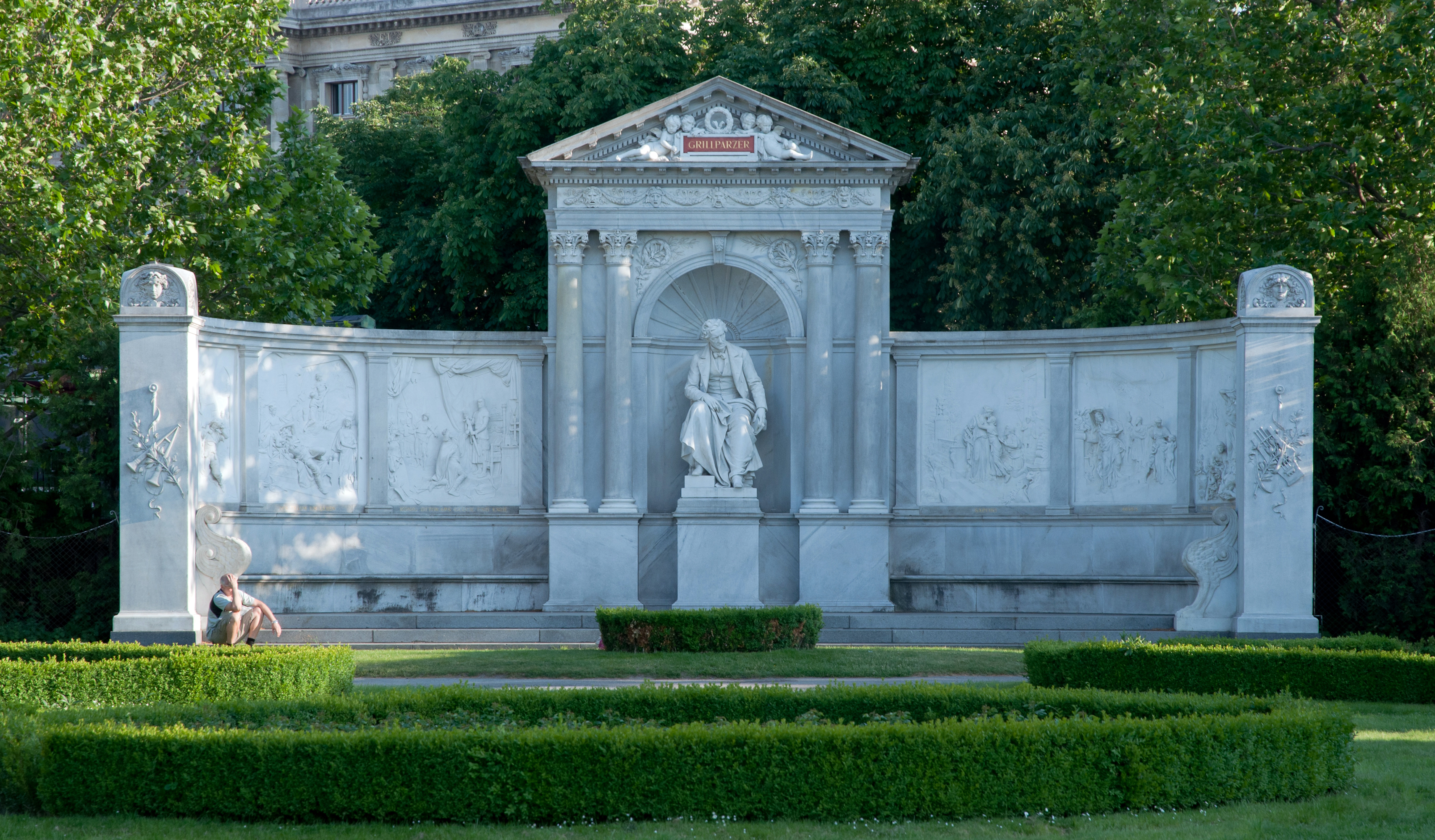
Franz Grillparzer, 1889
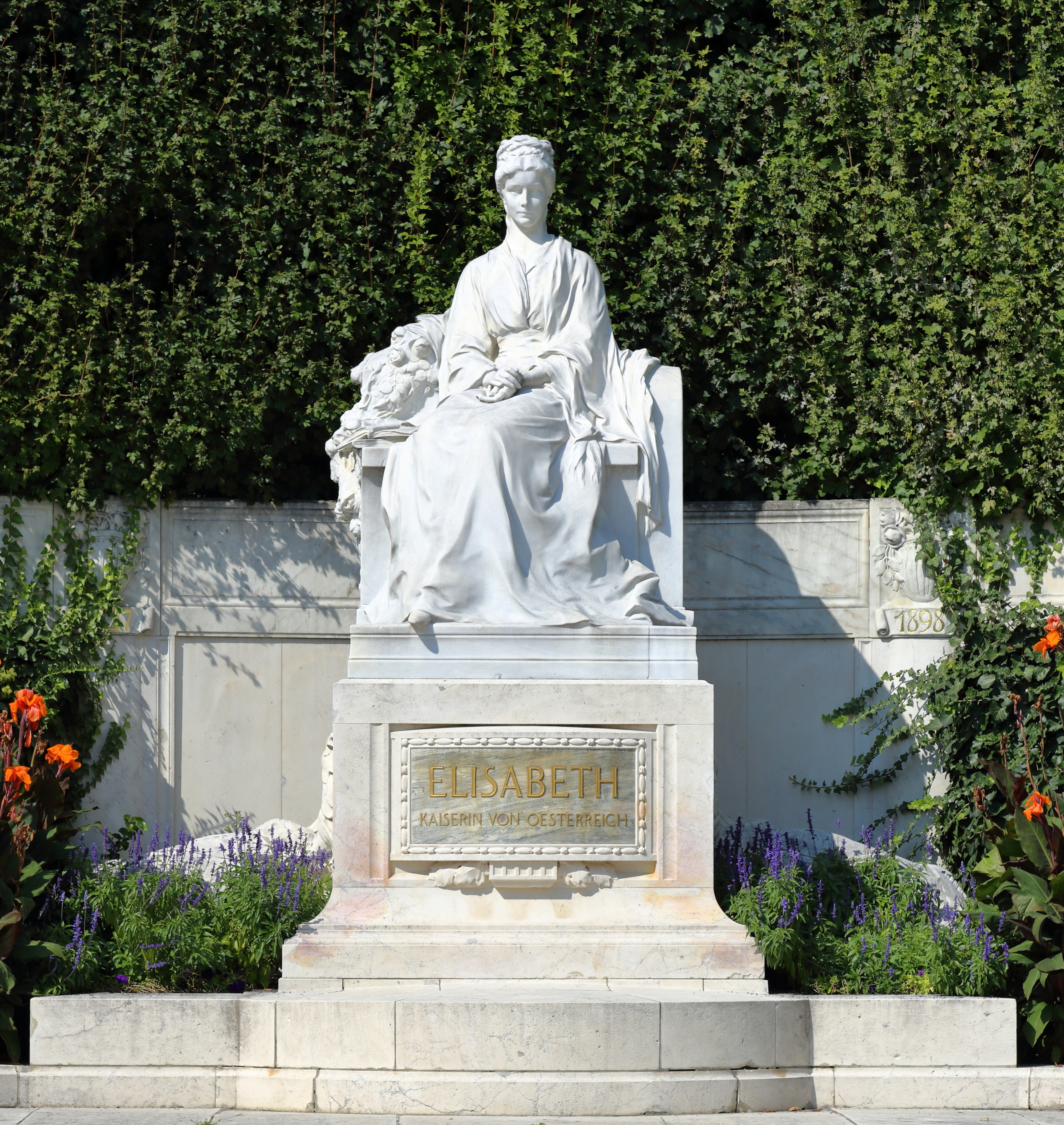
Kaiserin Elisabeth, 1907
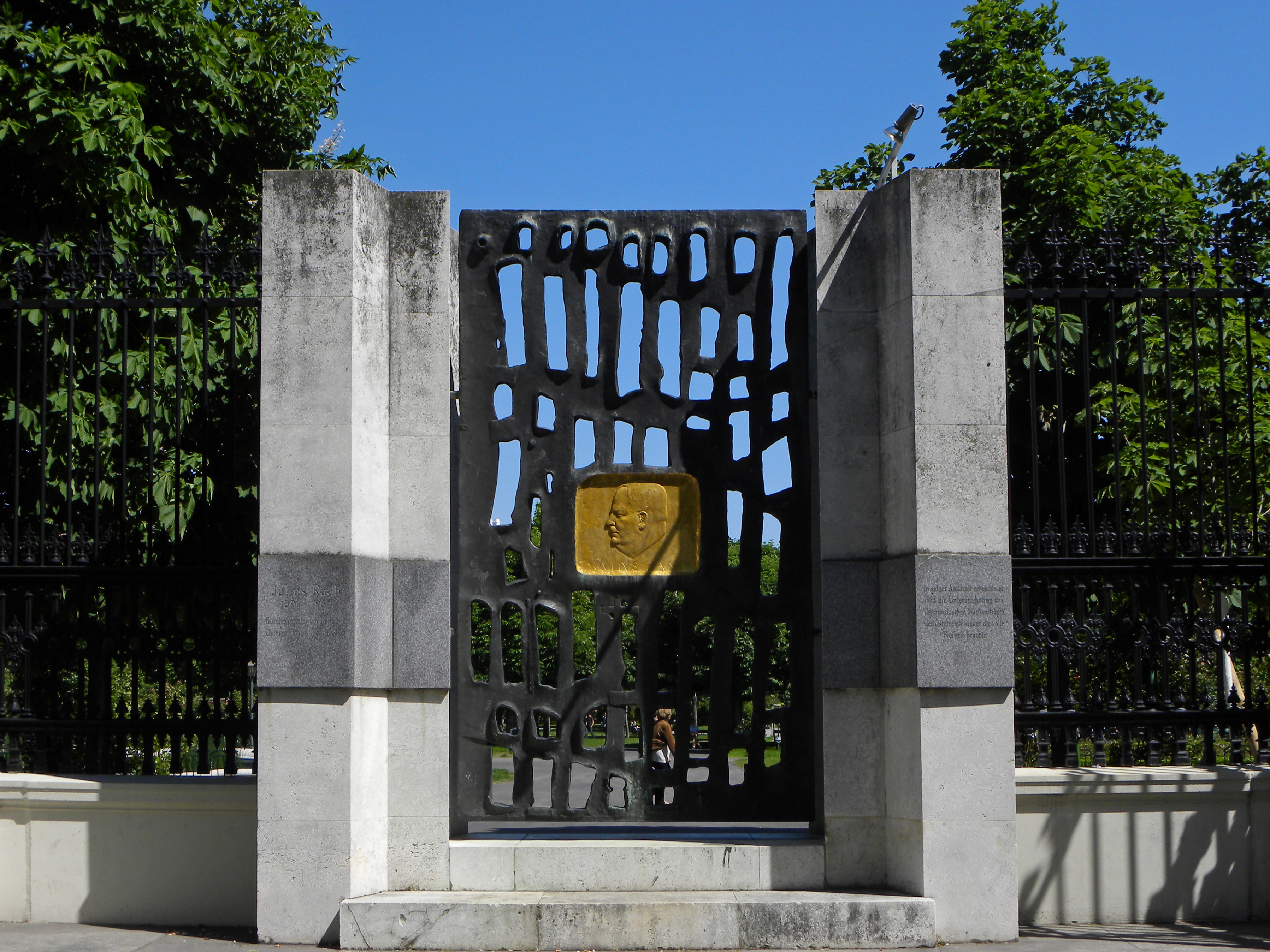
Julius Raab, 1967

### Brunnen
- Volksgarten-Brunnen: Springbrunnen, 1866 nach einem Modell von Anton Dominik Fernkorn errichtet.[13]
- Triton- und Nymphenbrunnen: 1880 von Viktor Tilgner errichtet.

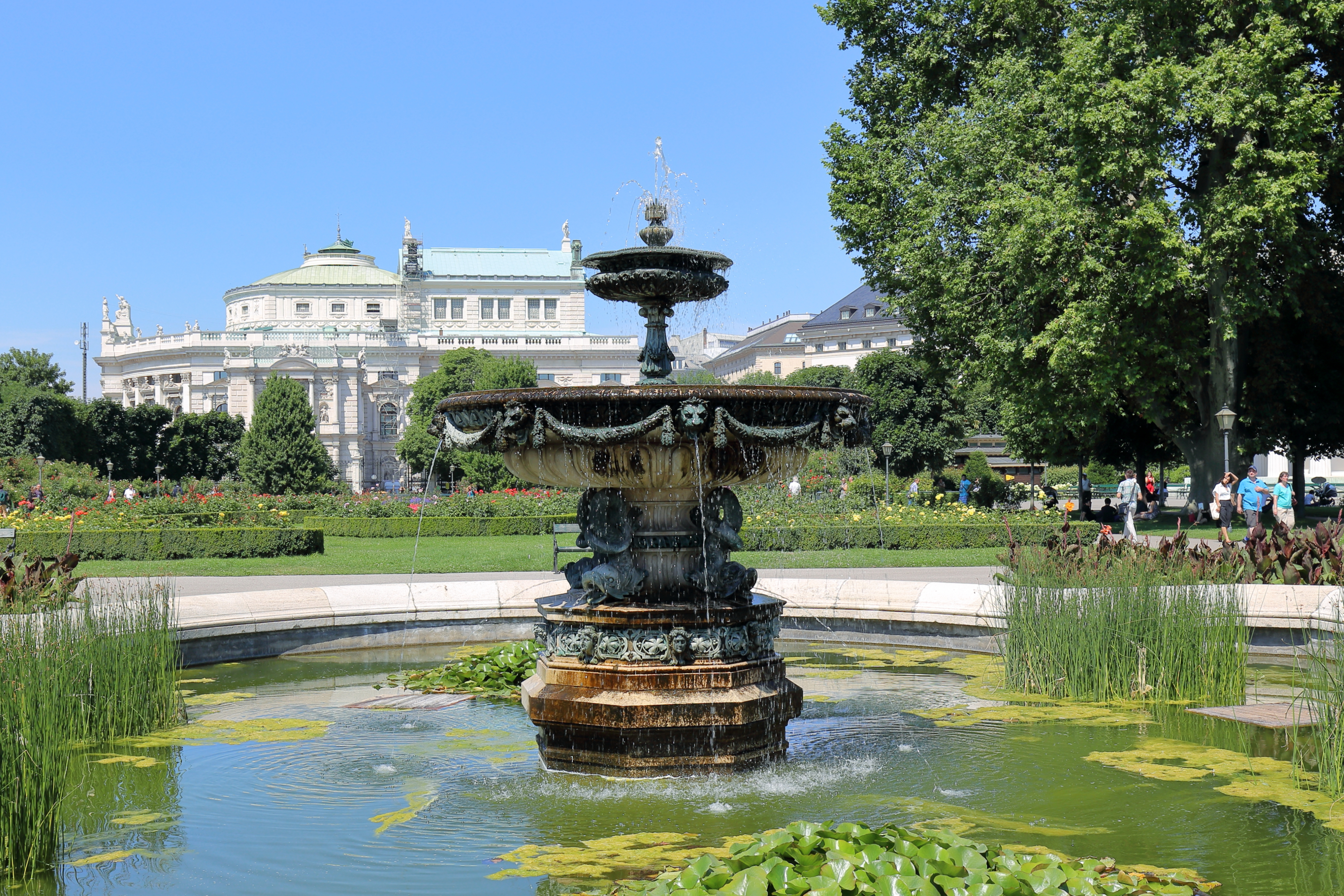
Volksgarten-Brunnen, 1866
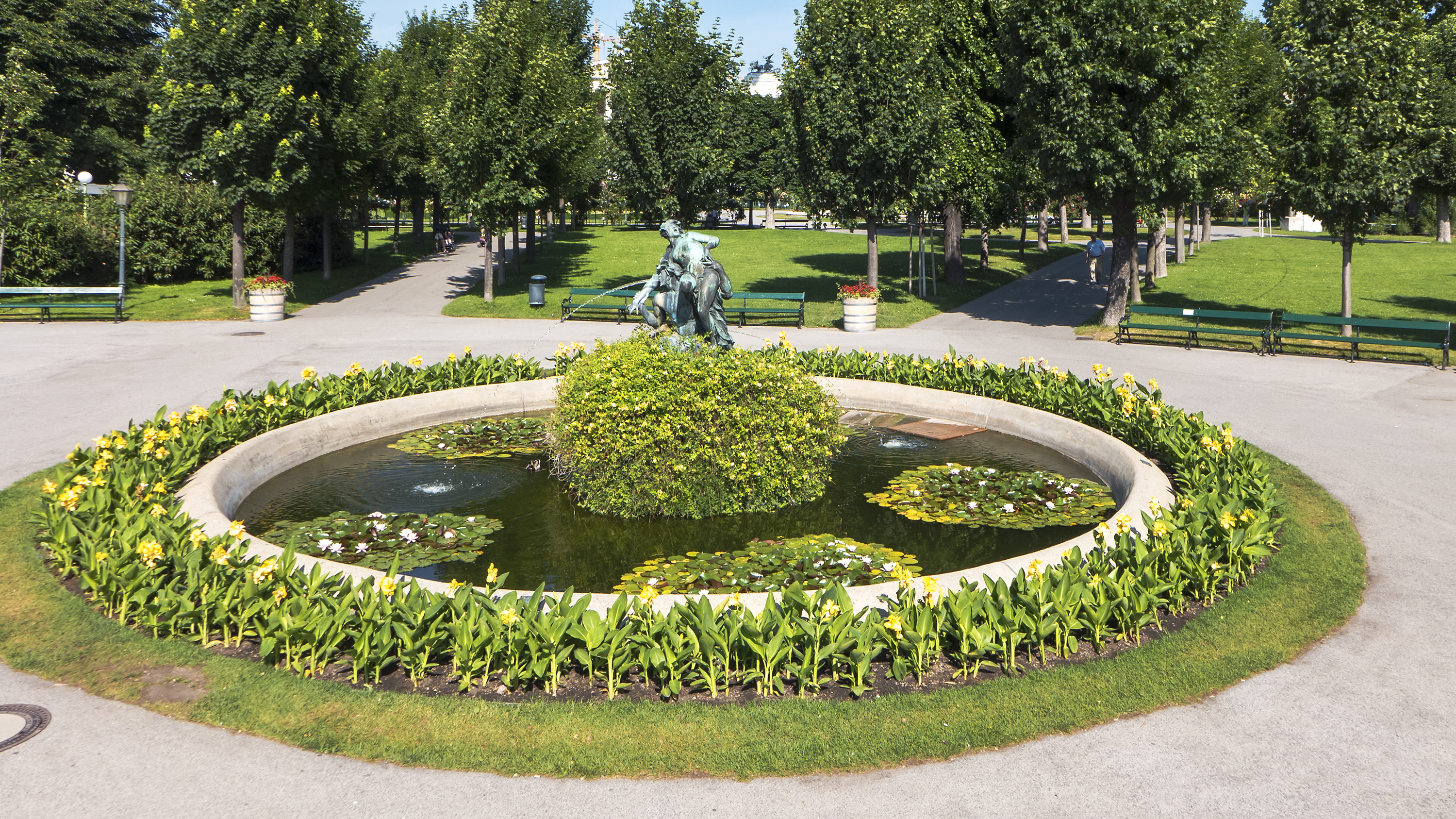
Triton- und Nymphenbrunnen, 1880

### Umzäunung, Eingänge und Möblierung
- Burgtheatertor: Das in Richtung Burgtheater gelegene Steinpfeilerportal

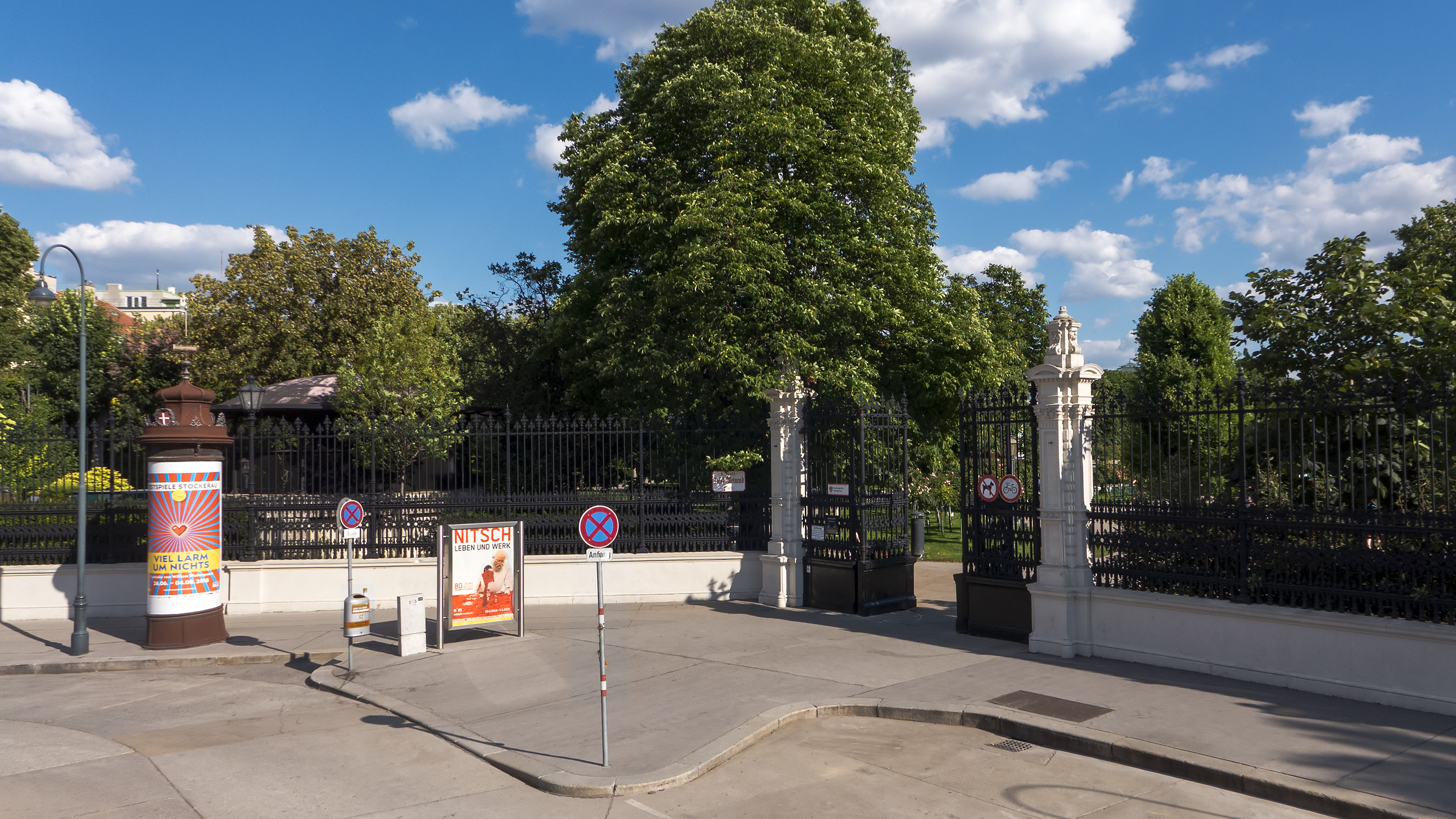
Steinpfeilerportal, 1883
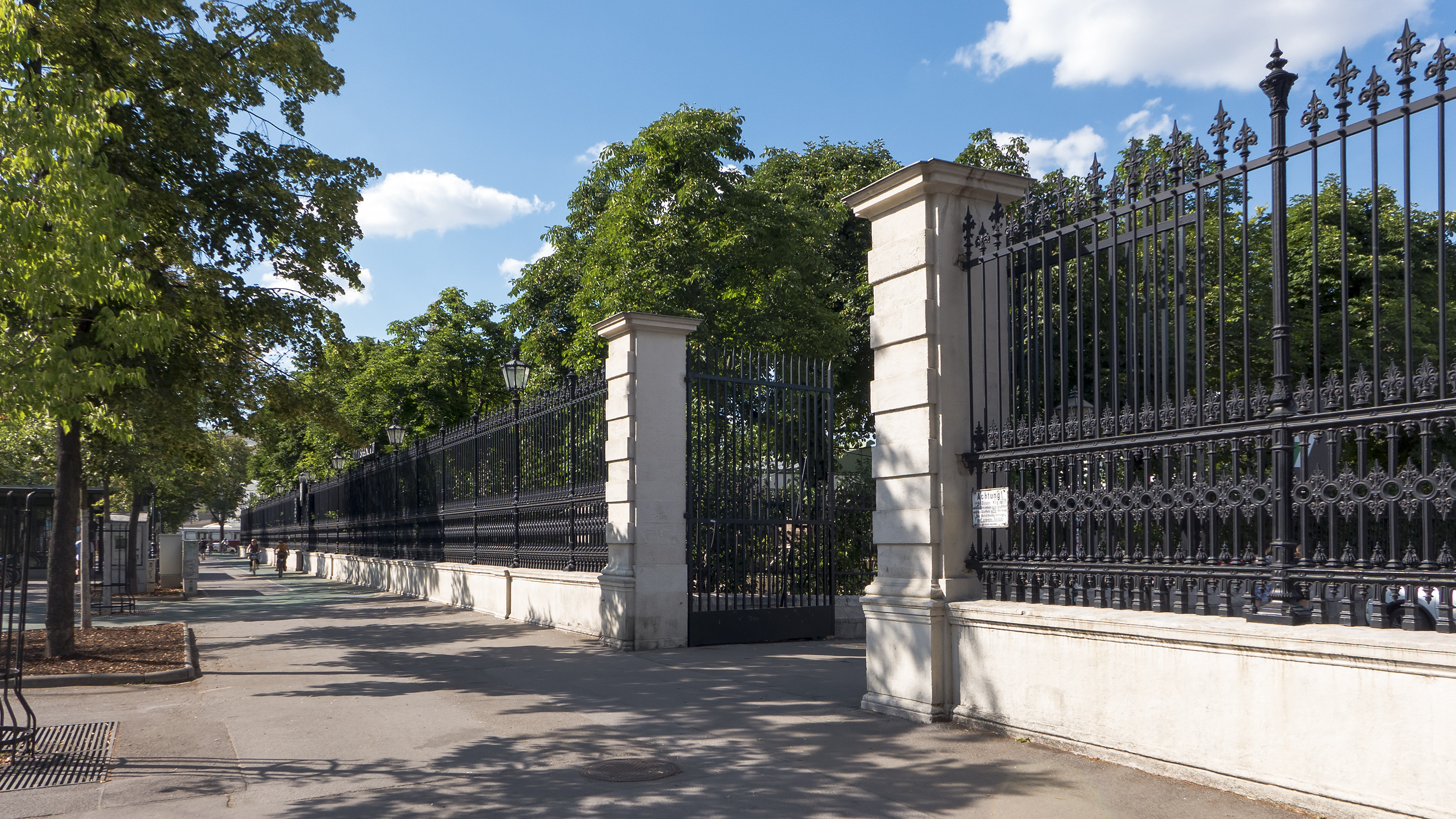
Umzäunung an der Ringstraße
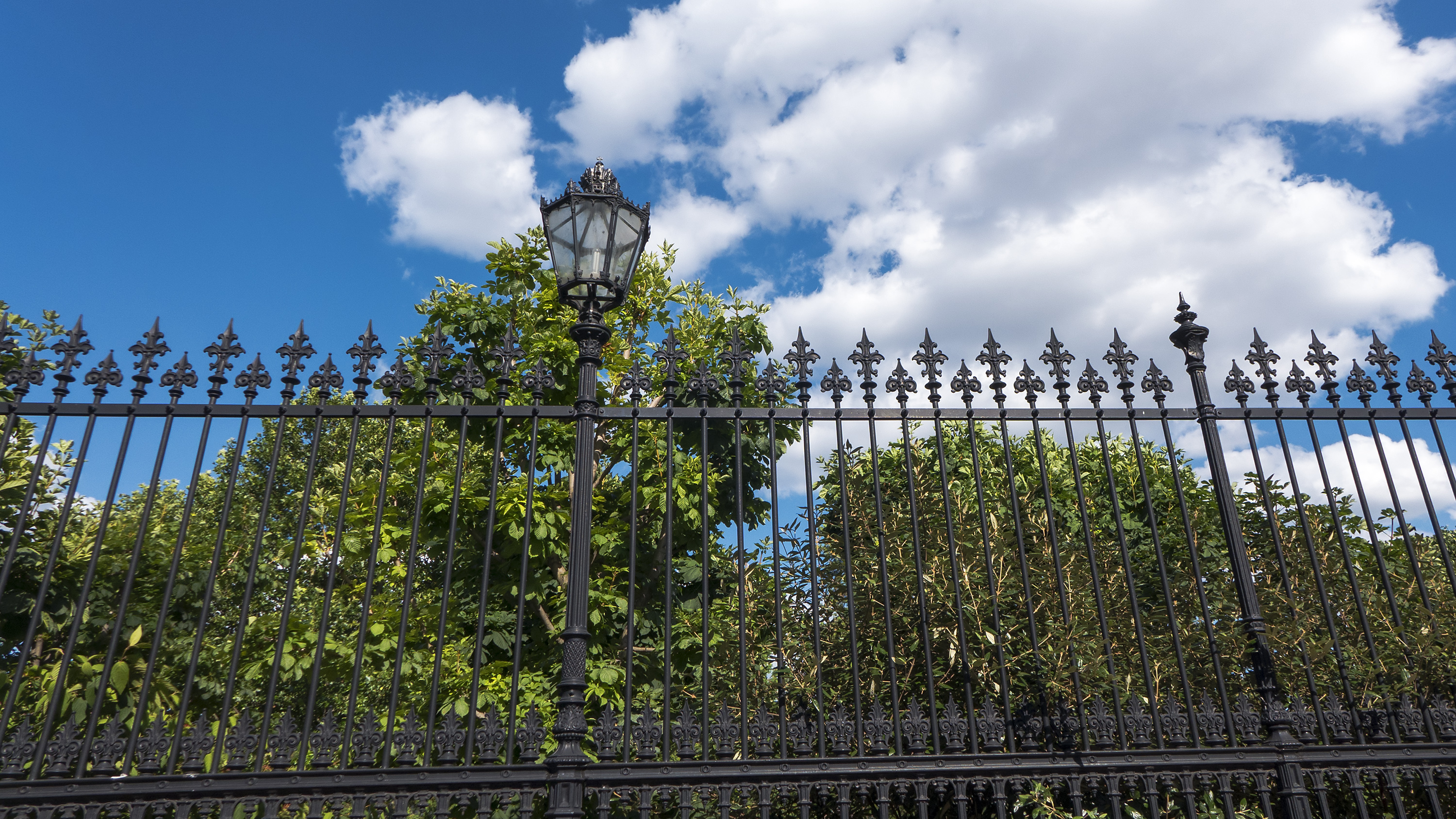
Detail der Umzäunung
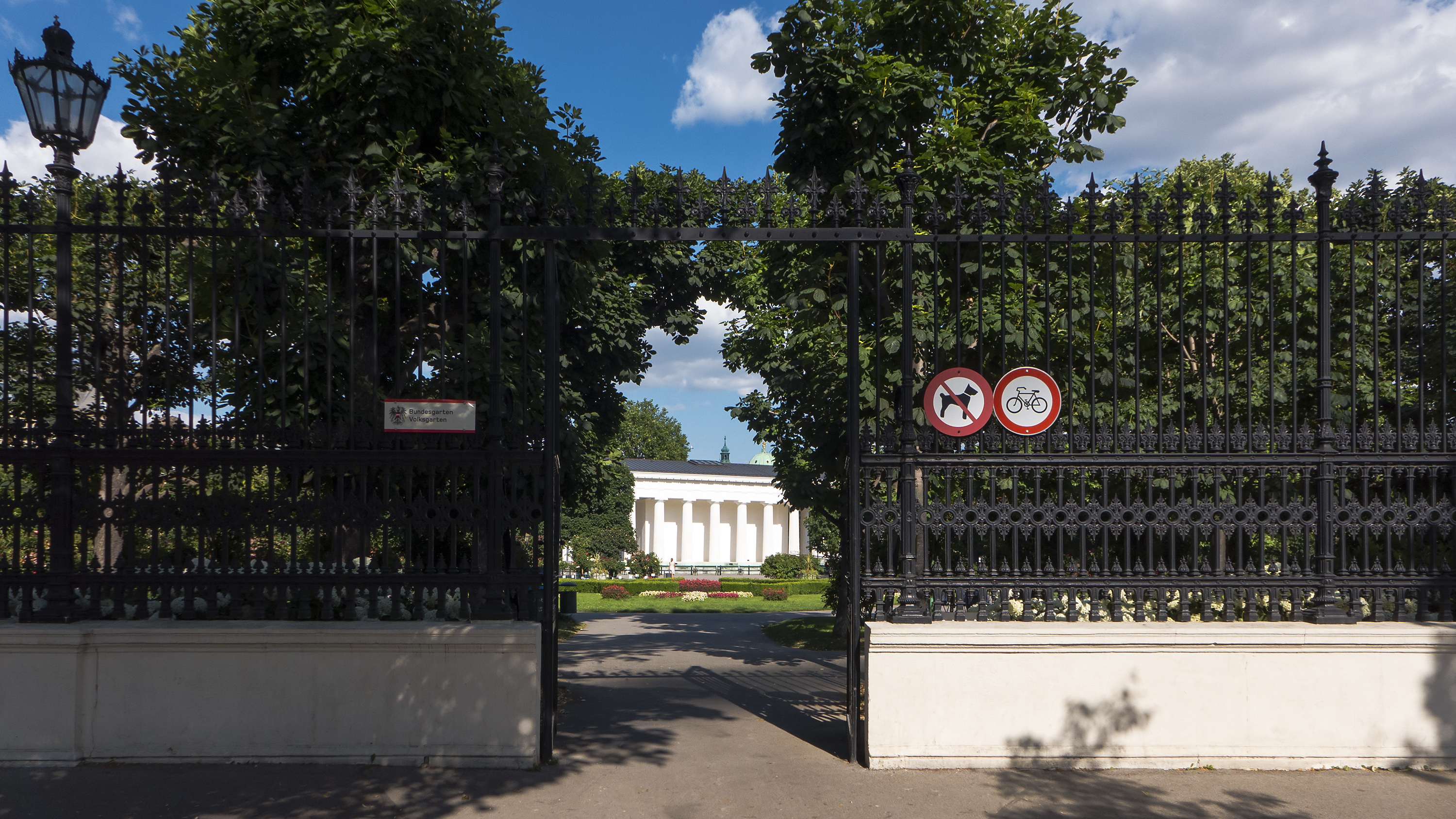
Tor zum Theseustempel
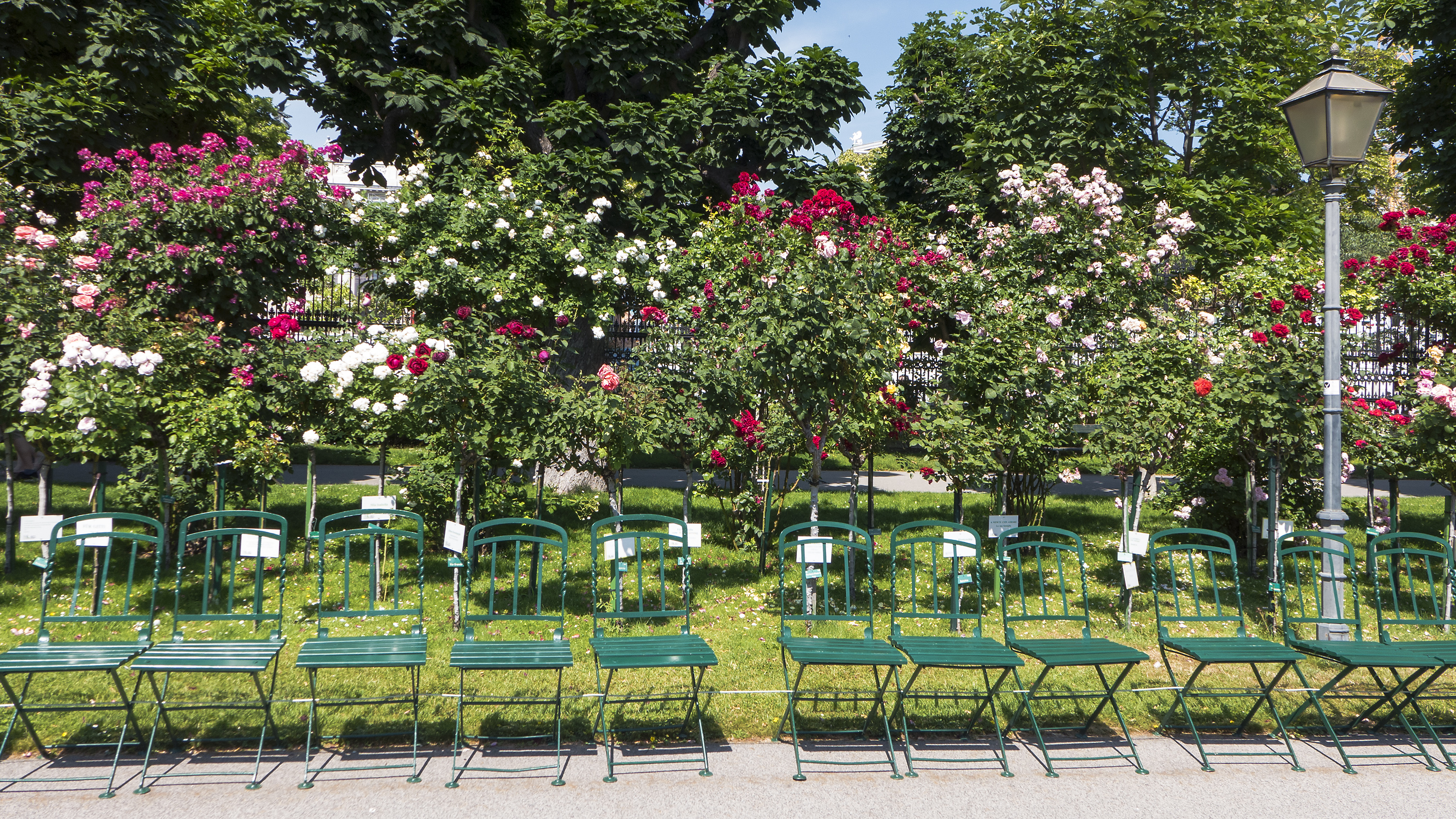
Parkbänke